# Séries éliminatoires de la Coupe Stanley 2011
Année précédente Année suivante
Les séries éliminatoires de la Coupe Stanley 2011 font suite à la saison 2010-2011 de la Ligue nationale de hockey. Les Bruins de Boston remportent leur première Coupe Stanley depuis 1972 après avoir battu en finale les Canucks de Vancouver sur le score de 4 matchs à 3.

## Tableau récapitulatif
Les huit premiers de la saison régulière dans chaque association sont qualifiés pour les séries éliminatoires ; l'équipe la mieux classée est opposée à la moins bien classée, la deuxième à la septième, la troisième à la sixième et la quatrième à la cinquième. Toutes les séries sont jouées au meilleur des sept matchs. Les deux premiers matchs sont joués chez l'équipe la mieux classées à l'issue de la saison puis les deux suivants sont joués chez l'autre équipe. Si une cinquième, une sixième voire une septième rencontre sont nécessaires, elles sont jouées alternativement chez les deux équipes en commençant par la mieux classée.
Lors du deuxième tour des séries, les quatre équipes restantes dans chaque association sont opposées suivant le même principe : la meilleure est opposée à la moins bonne et les deux autres se rencontrent, toujours en jouant les deux premiers matchs chez la mieux classée.
Pour les finales d'association et la finale de la Coupe Stanley, l'équipe la mieux classée de la saison régulière reçoit pour les deux premiers matchs.
|  | Quarts de finale d'association | Quarts de finale d'association | Quarts de finale d'association |   |                        | Demi-finales d'association | Demi-finales d'association | Demi-finales d'association |  |   | Finales d'association | Finales d'association | Finales d'association |  |   | Finale de la Coupe Stanley | Finale de la Coupe Stanley | Finale de la Coupe Stanley |
|  |                                |                                |                                |   |                        |                            |                            |                            |  |   |                       |                       |                       |  |   |                            |                            |                            |
|  | 1                              | Capitals de Washington         | 4                              |   |                        |                            |                            |                            |  |   |                       |                       |                       |  |   |                            |                            |                            |
|  | 8                              | Rangers de New York            | 1                              |   |                        |                            |                            |                            |  |   |                       |                       |                       |  |   |                            |                            |                            |
|  | 8                              | Rangers de New York            | 1                              |   | 2                      | Flyers de Philadelphie     | 0                          |                            |  |   |                       |                       |                       |  |   |                            |                            |                            |
|  |                                |                                |                                |   | 2                      | Flyers de Philadelphie     | 0                          |                            |  |   |                       |                       |                       |  |   |                            |                            |                            |
|  |                                | 3                              | Bruins de Boston               | 4 |                        |                            |                            |                            |  |   |                       |                       |                       |  |   |                            |                            |                            |
|  | 2                              | 3                              | Bruins de Boston               | 4 | Flyers de Philadelphie | 4                          |                            |                            |  |   |                       |                       |                       |  |   |                            |                            |                            |
|  | 2                              |                                |                                |   | Flyers de Philadelphie | 4                          |                            |                            |  |   |                       |                       |                       |  |   |                            |                            |                            |
|  | 7                              | Sabres de Buffalo              | 3                              |   |                        |                            |                            |                            |  |   |                       |                       |                       |  |   |                            |                            |                            |
|  | 7                              | Sabres de Buffalo              | 3                              |   |                        |                            |                            |                            |  | 3 | Bruins de Boston      | 4                     |                       |  |   |                            |                            |                            |
|  | Association de l'Est           |                                |                                |   |                        |                            |                            |                            |  | 3 | Bruins de Boston      | 4                     |                       |  |   |                            |                            |                            |
|  |                                | 5                              | Lightning de Tampa Bay         | 3 |                        |                            |                            |                            |  |   |                       |                       |                       |  |   |                            |                            |                            |
|  | 3                              | 5                              | Lightning de Tampa Bay         | 3 | Bruins de Boston       | 4                          |                            |                            |  |   |                       |                       |                       |  |   |                            |                            |                            |
|  | 3                              |                                |                                |   | Bruins de Boston       | 4                          |                            |                            |  |   |                       |                       |                       |  |   |                            |                            |                            |
|  | 6                              | Canadiens de Montréal          | 3                              |   |                        |                            |                            |                            |  |   |                       |                       |                       |  |   |                            |                            |                            |
|  | 6                              | Canadiens de Montréal          | 3                              |   | 1                      | Capitals de Washington     | 0                          |                            |  |   |                       |                       |                       |  |   |                            |                            |                            |
|  |                                |                                |                                |   | 1                      | Capitals de Washington     | 0                          |                            |  |   |                       |                       |                       |  |   |                            |                            |                            |
|  |                                | 5                              | Lightning de Tampa Bay         | 4 |                        |                            |                            |                            |  |   |                       |                       |                       |  |   |                            |                            |                            |
|  | 4                              | 5                              | Lightning de Tampa Bay         | 4 | Penguins de Pittsburgh | 3                          |                            |                            |  |   |                       |                       |                       |  |   |                            |                            |                            |
|  | 4                              |                                |                                |   | Penguins de Pittsburgh | 3                          |                            |                            |  |   |                       |                       |                       |  |   |                            |                            |                            |
|  | 5                              | Lightning de Tampa Bay         | 4                              |   |                        |                            |                            |                            |  |   |                       |                       |                       |  |   |                            |                            |                            |
|  | 5                              | Lightning de Tampa Bay         | 4                              |   |                        |                            |                            |                            |  |   |                       |                       |                       |  | 3 | Bruins de Boston           | 4                          |                            |
|  |                                |                                |                                |   |                        |                            |                            |                            |  |   |                       |                       |                       |  | 3 | Bruins de Boston           | 4                          |                            |
|  |                                | 1                              | Canucks de Vancouver           | 3 |                        |                            |                            |                            |  |   |                       |                       |                       |  |   |                            |                            |                            |
|  | 1                              | 1                              | Canucks de Vancouver           | 3 | Canucks de Vancouver   | 4                          |                            |                            |  |   |                       |                       |                       |  |   |                            |                            |                            |
|  | 1                              |                                |                                |   | Canucks de Vancouver   | 4                          |                            |                            |  |   |                       |                       |                       |  |   |                            |                            |                            |
|  | 8                              | Blackhawks de Chicago          | 3                              |   |                        |                            |                            |                            |  |   |                       |                       |                       |  |   |                            |                            |                            |
|  | 8                              | Blackhawks de Chicago          | 3                              |   | 1                      | Canucks de Vancouver       | 4                          |                            |  |   |                       |                       |                       |  |   |                            |                            |                            |
|  |                                |                                |                                |   | 1                      | Canucks de Vancouver       | 4                          |                            |  |   |                       |                       |                       |  |   |                            |                            |                            |
|  |                                | 5                              | Predators de Nashville         | 2 |                        |                            |                            |                            |  |   |                       |                       |                       |  |   |                            |                            |                            |
|  | 2                              | 5                              | Predators de Nashville         | 2 | Sharks de San José     | 4                          |                            |                            |  |   |                       |                       |                       |  |   |                            |                            |                            |
|  | 2                              |                                |                                |   | Sharks de San José     | 4                          |                            |                            |  |   |                       |                       |                       |  |   |                            |                            |                            |
|  | 7                              | Kings de Los Angeles           | 2                              |   |                        |                            |                            |                            |  |   |                       |                       |                       |  |   |                            |                            |                            |
|  | 7                              | Kings de Los Angeles           | 2                              |   |                        |                            |                            |                            |  | 1 | Canucks de Vancouver  | 4                     |                       |  |   |                            |                            |                            |
|  | Association de l'Ouest         |                                |                                |   |                        |                            |                            |                            |  | 1 | Canucks de Vancouver  | 4                     |                       |  |   |                            |                            |                            |
|  |                                | 2                              | Sharks de San José             | 1 |                        |                            |                            |                            |  |   |                       |                       |                       |  |   |                            |                            |                            |
|  | 3                              | 2                              | Sharks de San José             | 1 | Red Wings de Détroit   | 4                          |                            |                            |  |   |                       |                       |                       |  |   |                            |                            |                            |
|  | 3                              |                                |                                |   | Red Wings de Détroit   | 4                          |                            |                            |  |   |                       |                       |                       |  |   |                            |                            |                            |
|  | 6                              | Coyotes de Phoenix             | 0                              |   |                        |                            |                            |                            |  |   |                       |                       |                       |  |   |                            |                            |                            |
|  | 6                              | Coyotes de Phoenix             | 0                              |   | 2                      | Sharks de San José         | 4                          |                            |  |   |                       |                       |                       |  |   |                            |                            |                            |
|  |                                |                                |                                |   | 2                      | Sharks de San José         | 4                          |                            |  |   |                       |                       |                       |  |   |                            |                            |                            |
|  |                                | 3                              | Red Wings de Détroit           | 3 |                        |                            |                            |                            |  |   |                       |                       |                       |  |   |                            |                            |                            |
|  | 4                              | 3                              | Red Wings de Détroit           | 3 | Ducks d'Anaheim        | 2                          |                            |                            |  |   |                       |                       |                       |  |   |                            |                            |                            |
|  | 4                              |                                |                                |   | Ducks d'Anaheim        | 2                          |                            |                            |  |   |                       |                       |                       |  |   |                            |                            |                            |
|  | 5                              | Predators de Nashville         | 4                              |   |                        |                            |                            |                            |  |   |                       |                       |                       |  |   |                            |                            |                            |

## Quarts de finale d'association

### Washington contre Rangers de New York
Les Capitals, meilleure équipe de la saison régulière pour l'association de l'Est, jouent leur premier tour contre les Rangers de New York, derniers qualifiés de l'Est. Les Capitals sont la deuxième équipe qualifiée pour le deuxième tour en venant à bout des Rangers à l'issue du cinquième match. Le défenseur de Washington, Mike Green, inscrit au minimum un point par match lors de la ronde.
| 13 avril 2011 | Washington | 2-1 (0-0, 0-0, 1-1, 1-0) | Rangers de New York | Verizon Center 18 398 spectateurs |

| Feuille de match | Feuille de match                                                                          | Feuille de match | Feuille de match                                | Feuille de match                                                        |
| ---------------- | ----------------------------------------------------------------------------------------- | ---------------- | ----------------------------------------------- | ----------------------------------------------------------------------- |
|                  | - A. Ovetchkine (A. Siomine, M. Green) — 53 min 44 s A. Siomine (J. Arnott) — 88 min 24 s | 0-1 1-1 2-1      | M. Gilroy (W. Wolski, B. Prust) — 41 min 56 s - | Arbitrage : Dan O'Halloran, Brian Pochmara Derek Amell, David Brisebois |
| M. Neuvirth      | Gardiens                                                                                  | H. Lundqvist     |                                                 | Arbitrage : Dan O'Halloran, Brian Pochmara Derek Amell, David Brisebois |
| 4 min            | Pénalités                                                                                 | 4 min            |                                                 | Arbitrage : Dan O'Halloran, Brian Pochmara Derek Amell, David Brisebois |
| 33               | Tirs                                                                                      | 25               |                                                 | Arbitrage : Dan O'Halloran, Brian Pochmara Derek Amell, David Brisebois |

| 15 avril 2011 | Washington | 2-0 (0-0, 2-0, 0-0) | Rangers de New York | Verizon Center 18 398 spectateurs |

| Feuille de match | Feuille de match                                                                                        | Feuille de match | Feuille de match | Feuille de match                                               |
| ---------------- | --- | ---------------- | ---------------- | -------------------------------------------------------------- |
|                  | J. Chimera (M. Johansson, B. Laich) — 22 min 11 s J. Arnott (M. Green, A. Ovetchkine) — 24 min 8 s (SN) | 1-0 2-0          | -                | Arbitrage : Eric Furlatt, Wes McCauley Brian Murphy, Tim Nowak |
| M. Neuvirth      | Gardiens                                                                                                | H. Lundqvist     |                  | Arbitrage : Eric Furlatt, Wes McCauley Brian Murphy, Tim Nowak |
| 4 min            | Pénalités                                                                                               | 8 min            |                  | Arbitrage : Eric Furlatt, Wes McCauley Brian Murphy, Tim Nowak |
| 18               | Tirs | 22               |                  | Arbitrage : Eric Furlatt, Wes McCauley Brian Murphy, Tim Nowak |

| 17 avril 2011 | Rangers de New York | 3-2 (0-0, 1-1, 2-1) | Washington | Madison Square Garden 18 200 spectateurs |

| Feuille de match | Feuille de match | Feuille de match    | Feuille de match                                                                                              | Feuille de match                                              |
| ---------------- | --- | ------------------- | --- | ------------------------------------------------------------- |
|                  | E. Christensen (W. Wolski, B. McCabe) — 25 min 30 s (SN) - V. Prospal (M. Gáborík, M. Staal) — 28 min 1 s - B. Dubinsky — 58 min 21 s | 1-0 1-1 2-1 2-2 3-2 | - A. Ovetchkine (J. Arnott, M. Green) — 39 min - M. Knuble (N. Backström, A. Ovetchkine) — 54 min 48 s (SN) - | Arbitrage : Tim Peel, Chris Rooney Steve Barton, Steve Miller |
| H. Lundqvist     | Gardiens | M. Neuvirth         | | Arbitrage : Tim Peel, Chris Rooney Steve Barton, Steve Miller |
| 8 min            | Pénalités | 16 min              | | Arbitrage : Tim Peel, Chris Rooney Steve Barton, Steve Miller |
| 25               | Tirs | 35                  | | Arbitrage : Tim Peel, Chris Rooney Steve Barton, Steve Miller |

| 20 avril 2011 | Rangers de New York | 3-4 (pr) (0-0, 3-0, 0-3, 0-0, 0-1) | Washington | Madison Square Garden 18 200 spectateurs |

| Feuille de match | Feuille de match | Feuille de match            | Feuille de match | Feuille de match                                                     |
| ---------------- | --- | --------------------------- | --- | -------------------------------------------------------------------- |
|                  | A. Anisimov (C. Drury, M. Sauer) — 25 min 24 s M. Gáborík (R. Fedotenko, B. Dubinsky) — 33 min 40 s B. Dubinsky (R. Fedotenko) — 33 min 47 s - | 1-0 2-0 3-0 3-1 3-2 3-3 3-4 | - A. Siomine — 42 min 47 s M. Johansson (B. Laich, M. Green) — 43 min 44 s M. Johansson (J. Carlson, K. Alzner) — 52 min 7 s J. Chimera — 92 min 36 s | Arbitrage : Paul Devorski, Steve Kozari David Brisebois, Derek Amell |
| H. Lundqvist     | Gardiens | M. Neuvirth                 | | Arbitrage : Paul Devorski, Steve Kozari David Brisebois, Derek Amell |
| 8 min            | Pénalités | 14 min                      | | Arbitrage : Paul Devorski, Steve Kozari David Brisebois, Derek Amell |
| 39               | Tirs | 53                          | | Arbitrage : Paul Devorski, Steve Kozari David Brisebois, Derek Amell |

| 23 avril 2011 | Washington | 3-1 (1-0, 1-0, 1-1) | Rangers de New York | Verizon Center 18 398 spectateurs |

| Feuille de match | Feuille de match | Feuille de match | Feuille de match                                | Feuille de match                                               |
| ---------------- | --- | ---------------- | ----------------------------------------------- | -------------------------------------------------------------- |
|                  | M. Green (A. Ovetchkine, B. Laich) — 5 min 59 s (SN) A. Ovetchkine (S. Hannan, B. Laich) — 27 min 4 s A. Siomine (M. Johansson, M. Sturm) — 56 min 23 s - | 1-0 2-0 3-0 3-1  | - W. Wolski (B. McCabe, S. Avery) — 59 min 28 s | Arbitrage : Stephen Walkom, Ian Walsh Steve Barton, Jean Morin |
| M. Neuvirth      | Gardiens | H. Lundqvist     |                                                 | Arbitrage : Stephen Walkom, Ian Walsh Steve Barton, Jean Morin |
| 10 min           | Pénalités | 34 min           |                                                 | Arbitrage : Stephen Walkom, Ian Walsh Steve Barton, Jean Morin |
| 27               | Tirs | 27               |                                                 | Arbitrage : Stephen Walkom, Ian Walsh Steve Barton, Jean Morin |

### Philadelphie contre Buffalo
Les Sabres de Buffalo, septièmes qualifiés de l'Association de l'Est, surprennent les Flyers de Philadelphie, deuxième meilleure équipe de la saison régulière de l'association, lors de la première rencontre. Par la suite, sept matchs sont nécessaires à l'équipe de Philadelphie pour se qualifier pour le deuxième tour des séries.
| 14 avril 2011 | Philadelphie | 0-1 (0-0, 0-0, 0-1) | Buffalo | Wells Fargo Center 19 929 spectateurs |

| Feuille de match | Feuille de match | Feuille de match | Feuille de match                                    | Feuille de match                                                     |
| ---------------- | ---------------- | ---------------- | --------------------------------------------------- | -------------------------------------------------------------------- |
|                  | -                | 0-1              | P. Kaleta (M-A. Gragnani, P. Gaustad) — 41 min 56 s | Arbitrage : Kelly Sutherland, Dennis LaRue Shane Heyer, Jonny Murray |
| S. Bobrovski     | Gardiens         | R. Miller        |                                                     | Arbitrage : Kelly Sutherland, Dennis LaRue Shane Heyer, Jonny Murray |
| 4 min            | Pénalités        | 12 min           |                                                     | Arbitrage : Kelly Sutherland, Dennis LaRue Shane Heyer, Jonny Murray |
| 35               | Tirs             | 25               |                                                     | Arbitrage : Kelly Sutherland, Dennis LaRue Shane Heyer, Jonny Murray |

| 16 avril 2011 | Philadelphie | 5-4 (3-3, 2-0, 0-1) | Buffalo | Wells Fargo Center 19 929 spectateurs |

| Feuille de match                                    | Feuille de match | Feuille de match                    | Feuille de match | Feuille de match                                               |
| --------------------------------------------------- | --- | ----------------------------------- | --- | -------------------------------------------------------------- |
|                                                     | C. Giroux (K. Timonen, B. Coburn) — 4 min - D. Carcillo (K. Versteeg, M. Carle) — 7 min 20 s - J. Van Riemsdyk (C. Giroux, A. Meszároš) — 13 min 14 s V. Leino (K. Timonen, A. Meszároš) — 23 min 36 s (SN) D. Brière (S. Hartnell, M. Carle) — 25 min 27 s - | 1-0 1-1 2-1 2-2 2-3 3-3 4-3 5-3 5-4 | - T. Vanek (M-A. Gragnani, J. Pominville) — 6 min 43 s (SN) - T. Vanek (D. Stafford, T. Connolly) — 9 min 43 s (SN) A. Sekera (P. Kaleta) — 12 min 30 s - C. McCormick (R. Niedermayer, M. Grier) — 36 min 12 s | Arbitrage : Dan O'Rourke, Brad Meier Shane Heyer, Jonny Murray |
| B. Boucher (46 min 40 s) S. Bobrovski (12 min 30 s) | Gardiens | R. Miller (58 min 46 s)             | | Arbitrage : Dan O'Rourke, Brad Meier Shane Heyer, Jonny Murray |
| 25 min                                              | Pénalités | 29 min                              | | Arbitrage : Dan O'Rourke, Brad Meier Shane Heyer, Jonny Murray |
| 34                                                  | Tirs | 28                                  | | Arbitrage : Dan O'Rourke, Brad Meier Shane Heyer, Jonny Murray |

| 14 avril 2011 | Buffalo | 2-4 (1-1, 1-2, 0-1) | Philadelphie | HSBC Arena 18 690 spectateurs |

| Feuille de match | Feuille de match | Feuille de match        | Feuille de match | Feuille de match                                                     |
| ---------------- | --- | ----------------------- | --- | -------------------------------------------------------------------- |
|                  | - D. Stafford (J. Pominville, M-A. Gragnani) — 11 min 55 s (SN) - N. Gerbe (T. Connolly, M-A. Gragnani) — 38 min 12 s - | 0-1 1-1 1-2 1-3 2-3 2-4 | J. Carter (M. Carle) — 4 min 42 s (SN) - D. Brière (S. Hartnell) — 22 min 44 s N. Jerdev (M. Richards, K. Versteeg) — 36 min 44 s - K. Timonen (C. Giroux, J. Carter) — 36 min 44 s (CV) | Arbitrage : Paul Devorski, Steve Kozari Derek Amell, David Brisebois |
| R. Miller        | Gardiens | B. Boucher              | | Arbitrage : Paul Devorski, Steve Kozari Derek Amell, David Brisebois |
| 10 min           | Pénalités | 16 min                  | | Arbitrage : Paul Devorski, Steve Kozari Derek Amell, David Brisebois |
| 37               | Tirs | 26                      | | Arbitrage : Paul Devorski, Steve Kozari Derek Amell, David Brisebois |

| 20 avril 2011 | Buffalo | 1-0 (1-0, 0-0, 0-0) | Philadelphie | HSBC Arena 18 690 spectateurs |

| Feuille de match | Feuille de match                                      | Feuille de match | Feuille de match | Feuille de match                                                            |
| ---------------- | ----------------------------------------------------- | ---------------- | ---------------- | --------------------------------------------------------------------------- |
|                  | J. Pominville (R. Niedermayer, T. Ennis) — 9 min 38 s | 1-0              | -                | Arbitrage : Marc Joannette, Francois StLaurent Scott Cherrey, Greg Devorski |
| R. Miller        | Gardiens                                              | B. Boucher       |                  | Arbitrage : Marc Joannette, Francois StLaurent Scott Cherrey, Greg Devorski |
| 12 min           | Pénalités                                             | 17 min           |                  | Arbitrage : Marc Joannette, Francois StLaurent Scott Cherrey, Greg Devorski |
| 29               | Tirs                                                  | 32               |                  | Arbitrage : Marc Joannette, Francois StLaurent Scott Cherrey, Greg Devorski |

| 22 avril 2011 | Philadelphie | 3-4 (pr) (0-3, 2-0, 1-0, 0-0) | Buffalo | Wells Fargo Center 19 959 spectateurs |

| Feuille de match                                   | Feuille de match | Feuille de match            | Feuille de match | Feuille de match                                                        |
| -------------------------------------------------- | --- | --------------------------- | --- | ----------------------------------------------------------------------- |
|                                                    | - J. Van Riemsdyk (A. Meszároš, C. Giroux) — 28 min 12 s A. Meszároš (S. O'Donnell, C. Giroux) — 29 min 57 s D. Brière (M. Richards, K. Versteeg) — 43 min 36 s - | 0-1 0-2 0-3 1-3 2-3 3-3 3-4 | T. Ennis (R. Niedermayer, J. Leopold) — 2 min 24 s T. Vanek (P. Kaleta, P. Gaustad) — 3 min 51 s M-A. Gragnani (T. Myers, J. Pominville) — 15 min 36 s (SN) - T.Ennis (M. Weber, S. Montador) — 65 min 31 s | Arbitrage : Dan O'Halloran, Brian Pochmara Derek Amell, David Brisebois |
| B. Boucher (15 min 36 s) M. Leighton (49 min 55 s) | Gardiens | R. Miller                   | | Arbitrage : Dan O'Halloran, Brian Pochmara Derek Amell, David Brisebois |
| 8 min                                              | Pénalités | 12 min                      | | Arbitrage : Dan O'Halloran, Brian Pochmara Derek Amell, David Brisebois |
| 39                                                 | Tirs | 32                          | | Arbitrage : Dan O'Halloran, Brian Pochmara Derek Amell, David Brisebois |

| 24 avril 2011 | Buffalo | 4-5 (pr) (3-1, 1-2, 0-1, 0-0) | Philadelphie | HSBC Arena 18 690 spectateurs |

| Feuille de match | Feuille de match | Feuille de match                                   | Feuille de match | Feuille de match                                             |
| ---------------- | --- | -------------------------------------------------- | --- | ------------------------------------------------------------ |
|                  | R. Niedermayer (T. Ennis, T. Myers) — 2 min 13 s T. Vanek (T. Myers, MA. Gragnani) — 8 min 41 s (SN) - T. Vanek (T. Myers, MA. Gragnani) — 19 min 27 s (SN) - N. Gerbe (C. Butler, R. Miller) — 36 min 9 s - | 1-0 2-0 2-1 3-1 3-2 3-3 4-3 4-4 4-5                | - D. Brière (S. Hartnell, V. Leino) — 14 min 53 s - J. Van Riemsdyk (C. Giroux) — 20 min 49 s D. Brière (A. Meszároš, C. Giroux) — 28 min 43 s (SN) - S. Hartnell (M. Richards, N. Jerdev) — 50 min 43 s V. Leino (M. Richards, K. Versteeg) — 64 min 43 s | Arbitrage : Kevin Pollock, Chris Lee Tim Nowak, Brian Murphy |
| R. Miller        | Gardiens | M. Leighton (19 min 48 s) B. Boucher (44 min 43 s) | | Arbitrage : Kevin Pollock, Chris Lee Tim Nowak, Brian Murphy |
| 12 min           | Pénalités | 12 min                                             | | Arbitrage : Kevin Pollock, Chris Lee Tim Nowak, Brian Murphy |
| 33               | Tirs | 49                                                 | | Arbitrage : Kevin Pollock, Chris Lee Tim Nowak, Brian Murphy |

| 26 avril 2011 | Philadelphie | 5-2 (1-0, 2-0, 2-2) | Buffalo | Wells Fargo Center 19 966 spectateurs |

| Feuille de match | Feuille de match | Feuille de match                                | Feuille de match                                                                                  | Feuille de match                                                       |
| ---------------- | --- | ----------------------------------------------- | ------------------------------------------------------------------------------------------------- | ---------------------------------------------------------------------- |
|                  | B. Coburn (D. Brière) — 19 min 41 s D. Brière (M. Richards, C. Giroux) — 24 min 45 s (SN) J. Van Riemsdyk (C. Giroux, C. Pronger) — 30 min 19 s (SN) V. Leino (M. Carle) — 41 min 59 s - D. Carcillo (K. Versteeg, K. Timonen) — 50 min 3 s - | 1-0 2-0 3-0 4-0 4-1 5-1 5-2                     | - T. Myers (D. Stafford, J. Hecht) — 46 min 33 s - B. Boyes (D. Roy, T. Myers) — 55 min 21 s (SN) | Arbitrage : Dan O'Rourke, Stephen Walkom Brad Lazarowich, Brian Murphy |
| B. Boucher       | Gardiens | R. Miller (41 min 59 s) J. Enroth (17 min 11 s) |                                                                                                   | Arbitrage : Dan O'Rourke, Stephen Walkom Brad Lazarowich, Brian Murphy |
| 32 min           | Pénalités | 22 min                                          |                                                                                                   | Arbitrage : Dan O'Rourke, Stephen Walkom Brad Lazarowich, Brian Murphy |
| 36               | Tirs | 28                                              |                                                                                                   | Arbitrage : Dan O'Rourke, Stephen Walkom Brad Lazarowich, Brian Murphy |

### Boston contre Montréal
La série entre Boston et Montréal, respectivement troisième et sixième de l'Association de l'Est, est une série classique de la LNH ; ces deux équipes faisant partie de la LNH depuis ses premières saisons. Après deux victoires de Montréal sur la glace de Boston, les Bruins prennent leur revanche lors en remportant les trois rencontres suivantes dont deux à Montréal. Les Canadiens arrachent un septième match en remportant la sixième rencontre chez eux mais finalement ce sont les Bruins qui remportent la série en sept rencontres avec une victoire en prolongation par un but de Nathan Horton.
| 14 avril 2011 | Boston | 0-2 (0-1, 0-0, 0-1) | Montréal | TD Garden 17 565 spectateurs |

| Feuille de match | Feuille de match | Feuille de match | Feuille de match                                                     | Feuille de match                                              |
| ---------------- | ---------------- | ---------------- | -------------------------------------------------------------------- | ------------------------------------------------------------- |
|                  | -                | 0-1 0-2          | B. Gionta (S. Gomez) — 2 min 44 s B. Gionta (S. Gomez) — 57 min 18 s | Arbitrage : Dan O'Rourke, Brad Meier Jean Morin, Derek Nansen |
| T. Thomas        | Gardiens         | C. Price         |                                                                      | Arbitrage : Dan O'Rourke, Brad Meier Jean Morin, Derek Nansen |
| 8 min            | Pénalités        | 6 min            |                                                                      | Arbitrage : Dan O'Rourke, Brad Meier Jean Morin, Derek Nansen |
| 31               | Tirs             | 20               |                                                                      | Arbitrage : Dan O'Rourke, Brad Meier Jean Morin, Derek Nansen |

| 16 avril 2011 | Boston | 1-3 (0-2, 1-1, 0-0) | Montréal | TD Garden 17 565 spectateurs |

| Feuille de match | Feuille de match                                      | Feuille de match | Feuille de match | Feuille de match                                                      |
| ---------------- | ----------------------------------------------------- | ---------------- | --- | --------------------------------------------------------------------- |
|                  | - P. Bergeron (B. Marchand, M. Recchi) — 7 min 38 s - | 0-1 0-2 1-2 1-3  | M. Cammalleri (J. Wisniewski) — 43 s M. Darche (M. Cammalleri) — 2 min 20 s - Y. Weber (L. Eller, R. Hamrlík) — 37 min 21 s | Arbitrage : Paul Devorski, Steve Kozari Scott Driscoll, Brad Kovachik |
| T. Thomas        | Gardiens                                              | C. Price         | | Arbitrage : Paul Devorski, Steve Kozari Scott Driscoll, Brad Kovachik |
| 11 min           | Pénalités                                             | 13 min           | | Arbitrage : Paul Devorski, Steve Kozari Scott Driscoll, Brad Kovachik |
| 35               | Tirs                                                  | 26               | | Arbitrage : Paul Devorski, Steve Kozari Scott Driscoll, Brad Kovachik |

| 18 avril 2011 | Montréal | 2-4 (0-2, 1-1, 1-1) | Boston | Centre Bell 21 273 spectateurs |

| Feuille de match | Feuille de match                                                                                                | Feuille de match        | Feuille de match | Feuille de match                                                         |
| ---------------- | --- | ----------------------- | --- | ------------------------------------------------------------------------ |
|                  | - A. Kastsitsyne (M. Cammalleri, R. Hamrlík) — 27 min 3 s T. Plekanec (M. Cammalleri, P.K. Subban) — 44 min 8 s | 0-1 0-2 0-3 1-3 2-3 2-4 | D. Krejčí (P. Bergeron, D. Seidenberg) — 3 min 11 s N. Horton (Z. Chára, A. McQuaid) — 14 min 38 s R. Peverley (M. Recchi) — 22 min 2 s - C. Kelly (M. Recchi, P. Bergeron) — 59 min 34 s (CV) | Arbitrage : Dan O'Halloran, Brian Pochmara Scott Driscoll, Brad Kovachik |
| C. Price         | Gardiens | T. Thomas               | | Arbitrage : Dan O'Halloran, Brian Pochmara Scott Driscoll, Brad Kovachik |
| 13 min           | Pénalités | 15 min                  | | Arbitrage : Dan O'Halloran, Brian Pochmara Scott Driscoll, Brad Kovachik |
| 36               | Tirs | 25                      | | Arbitrage : Dan O'Halloran, Brian Pochmara Scott Driscoll, Brad Kovachik |

| 21 avril 2011 | Montréal | 4-5 (pr) (1-0, 2-3, 1-1, 0-0) | Boston | Centre Bell 21 273 spectateurs |

| Feuille de match | Feuille de match | Feuille de match                    | Feuille de match | Feuille de match                                                   |
| ---------------- | --- | ----------------------------------- | --- | ------------------------------------------------------------------ |
|                  | B. Sopel (M. Cammalleri, D. Desharnais) — 8 min 13 s - M. Cammalleri (B. Gionta, S. Gomez) — 26 min 52 s A. Kastsitsyne (T. Plekanec, T. Moen) — 27 min 47 s - P.K. Subban (J. Wisniewski, M. Cammalleri) — 41 min 39 s (SN) - | 1-0 1-1 2-1 3-1 3-2 3-3 4-3 4-4 4-5 | - M. Ryder (T. Kaberle, C. Kelly) — 22 min 13 s - A. Ference (B. Marchand, P. Bergeron) — 29 min 59 s P. Bergeron (B. Marchand, D. Seidenberg) — 37 min 4 s - C. Kelly (R. Peverley, M. Ryder) — 53 min 42 s — M. Ryder (C. Kelly, R. Peverley) — 61 min 59 s | Arbitrage : Stephen Walkom, Ian Walsh Steve Barton, Pierre Racicot |
| C. Price         | Gardiens | T. Thomas                           | | Arbitrage : Stephen Walkom, Ian Walsh Steve Barton, Pierre Racicot |
| 2 min            | Pénalités | 4 min                               | | Arbitrage : Stephen Walkom, Ian Walsh Steve Barton, Pierre Racicot |
| 38               | Tirs | 35                                  | | Arbitrage : Stephen Walkom, Ian Walsh Steve Barton, Pierre Racicot |

| 23 avril 2011 | Boston | 2-1 (pr) (0-0, 0-0, 1-1, 0-0, 1-0) | Montréal | TD Garden 17 565 spectateurs |

| Feuille de match | Feuille de match                                                                                    | Feuille de match | Feuille de match                                   | Feuille de match                                                    |
| ---------------- | --------------------------------------------------------------------------------------------------- | ---------------- | -------------------------------------------------- | ------------------------------------------------------------------- |
|                  | B. Marchand (P. Bergeron, T. Kaberle) — 44 min 33 s - N. Horton (M. Lucic, A. Ference) — 89 min 3 s | 1-0 1-1 2-1      | - J. Halpern (L. Eller, M. Darche) — 53 min 56 s - | Arbitrage : Brad Watson, Greg Kimmerly Scott Cherrey, Greg Devorski |
| T. Thomas        | Gardiens                                                                                            | C. Price         |                                                    | Arbitrage : Brad Watson, Greg Kimmerly Scott Cherrey, Greg Devorski |
| 6 min            | Pénalités                                                                                           | 8 min            |                                                    | Arbitrage : Brad Watson, Greg Kimmerly Scott Cherrey, Greg Devorski |
| 51               | Tirs                                                                                                | 45               |                                                    | Arbitrage : Brad Watson, Greg Kimmerly Scott Cherrey, Greg Devorski |

| 26 avril 2011 | Montréal | 2-1 (1-0, 1-1, 0-0) | Boston | Centre Bell 21 273 spectateurs |

| Feuille de match | Feuille de match | Feuille de match | Feuille de match                                        | Feuille de match                                                  |
| ---------------- | --- | ---------------- | ------------------------------------------------------- | ----------------------------------------------------------------- |
|                  | M. Cammalleri (P.K. Subban, T. Plekanec) — 10 min 7 s (SN) - B. Gionta (S. Gomez, M. Cammalleri) — 25 min 48 s (SN) | 1-0 1-1 2-1      | - D. Seidenberg (C. Kelly, R. Peverley) — 20 min 48 s - | Arbitrage : Kevin Pollock, Chris Lee David Brisebois, Derek Amell |
| C. Price         | Gardiens | T. Thomas        |                                                         | Arbitrage : Kevin Pollock, Chris Lee David Brisebois, Derek Amell |
| 8 min            | Pénalités | 27 min           |                                                         | Arbitrage : Kevin Pollock, Chris Lee David Brisebois, Derek Amell |
| 27               | Tirs | 32               |                                                         | Arbitrage : Kevin Pollock, Chris Lee David Brisebois, Derek Amell |

| 28 avril 2011 | Boston | 4-3 (pr) (2-1, 0-1, 1-1, 1-0) | Montréal | TD Garden 17 565 spectateurs |

| Feuille de match | Feuille de match | Feuille de match            | Feuille de match | Feuille de match                                                  |
| ---------------- | --- | --------------------------- | --- | ----------------------------------------------------------------- |
|                  | J. Boychuk (B. Marchand, P. Bergeron) — 3 min 31 s M. Recchi (A. Ference) — 5 min 33 s - C. Kelly (A. Ference, R. Peverley) — 49 min 44 s - N. Horton (M. Lucic, A. McQuaid) — 65 min 43 s | 1-0 2-0 2-1 2-2 3-2 3-3 4-3 | - Y. Weber (R. Hamrlík, M. Cammaller) — 9 min 49 s (SN) T. Plekanec — 25 min 50 s (IN) - P.K. Subban (T. Plekanec, B. Gionta) — 58 min 3 s (SN) - | Arbitrage : Tim Peel, Kelly Sutherland Pierre Racicot, Jean Morin |
| C. Price         | Gardiens | T. Thomas                   | | Arbitrage : Tim Peel, Kelly Sutherland Pierre Racicot, Jean Morin |
|                  | |                             | | Arbitrage : Tim Peel, Kelly Sutherland Pierre Racicot, Jean Morin |
|                  | |                             | | Arbitrage : Tim Peel, Kelly Sutherland Pierre Racicot, Jean Morin |

### Pittsburgh contre Tampa Bay
Les Penguins de Pittsburgh, quatrièmes qualifiés de l'Association de l'Est, rencontrent le Lightning de Tampa Bay, cinquième de l'association. Ce dernier se qualifie pour la première fois depuis 2007. Alors que Tampa Bay est menée 3 victoires à 1, l'équipe entraînée par Guy Boucher gagne trois matchs de suite pour éliminer les Penguins lors du septième match à Pittsburgh par une victoire 1-0 du Lightning ; le seul but est marqué par Sean Bergenheim.
| 13 avril 2011 | Pittsburgh | 3-0 (0-0, 0-0, 3-0) | Tampa Bay | Consol Energy Center 18 390 spectateurs |

| Feuille de match | Feuille de match | Feuille de match | Feuille de match | Feuille de match                                                  |
| ---------------- | --- | ---------------- | ---------------- | ----------------------------------------------------------------- |
|                  | A. Kovaliov (J. Neal, P. Martin) — 46 min 5 s A. Asham (K. Letang, B. Orpik) — 46 min 23 s C. Kunitz (J. Staal, B. Orpik) — 59 min 18 s (CV) | 1-0 2-0 3-0      | –                | Arbitrage : Eric Furlatt, Wes McCauley Steve Barton, Steve Miller |
| M-A. Fleury      | Gardiens | D. Roloson       |                  | Arbitrage : Eric Furlatt, Wes McCauley Steve Barton, Steve Miller |
| 6 min            | Pénalités | 14 min           |                  | Arbitrage : Eric Furlatt, Wes McCauley Steve Barton, Steve Miller |
| 40               | Tirs | 32               |                  | Arbitrage : Eric Furlatt, Wes McCauley Steve Barton, Steve Miller |

| 15 avril 2011 | Pittsburgh | 1-5 (0-3, 1-1, 0-1) | Tampa Bay | Consol Energy Center 18 507 spectateurs |

| Feuille de match | Feuille de match                     | Feuille de match        | Feuille de match | Feuille de match                                                |
| ---------------- | ------------------------------------ | ----------------------- | --- | --------------------------------------------------------------- |
|                  | – C. Adams (A. Asham) — 29 min 8 s - | 0-1 0-2 0-3 1-3 1-4 1-5 | E. Brewer (S. Gagné, V. Hedman) — 2 min 2 s V. Lecavalier (S. Gagné, M. St-Louis) — 6 min 53 s (SN) N. Thompson (S. Downie, E. Brewer) — 17 min 2 s - M. St-Louis (S. Gagné, E. Brewer) — 29 min 8 s M. Öhlund — 57 min 55 s (CV) | Arbitrage : Tim Peel, Chris Rooney Scott Cherrey, Greg Devorski |
| M-A. Fleury      | Gardiens                             | D. Roloson              | | Arbitrage : Tim Peel, Chris Rooney Scott Cherrey, Greg Devorski |
| 22 min           | Pénalités                            | 24 min                  | | Arbitrage : Tim Peel, Chris Rooney Scott Cherrey, Greg Devorski |
| 36               | Tirs                                 | 20                      | | Arbitrage : Tim Peel, Chris Rooney Scott Cherrey, Greg Devorski |

| 18 avril 2011 | Tampa Bay | 2-3 (1-2, 0-0, 1-1) | Pittsburgh | St. Pete Times Forum 20 545 spectateurs |

| Feuille de match | Feuille de match | Feuille de match    | Feuille de match | Feuille de match                                                   |
| ---------------- | --- | ------------------- | --- | ------------------------------------------------------------------ |
|                  | – M. St-Louis (S. Gagné, S. Stamkos) — 15 min 19 s (SN) M. St-Louis (V. Lecavalier, E. Brewer) — 42 min 12 s (SN) – | 0-1 0-2 1-2 2-2 2-3 | M. Talbot (B.Lovejoy) — 5 min 46 s A. Asham (M. Rupp, K. Letang) — 6 min 31 s - T. Kennedy (K. Letang, B. Orpik) — 42 min 43 s | Arbitrage : Kelly Sutherland, Dennis LaRue Tim Nowak, Brian Murphy |
| D. Roloson       | Gardiens | M-A. Fleury         | | Arbitrage : Kelly Sutherland, Dennis LaRue Tim Nowak, Brian Murphy |
| 4 min            | Pénalités | 8 min               | | Arbitrage : Kelly Sutherland, Dennis LaRue Tim Nowak, Brian Murphy |
| 27               | Tirs | 30                  | | Arbitrage : Kelly Sutherland, Dennis LaRue Tim Nowak, Brian Murphy |

| 20 avril 2011 | Tampa Bay | 2-3 (pr) (0-1, 1-1, 1-0, 0-0, 0-1) | Pittsburgh | St. Pete Times Forum 20 326 spectateurs |

| Feuille de match | Feuille de match                                                                                               | Feuille de match    | Feuille de match | Feuille de match                                             |
| ---------------- | --- | ------------------- | --- | ------------------------------------------------------------ |
|                  | - M. St-Louis (V. Lecavalier, T. Purcell) — 37 min 14 s S. Bergenheim (M. St Louis, P. Kubina) — 56 min 43 s - | 0-1 0-2 1-2 2-2 2-3 | T. Kennedy (Z. Michálek, M. Letestu) — 8 min 14 s (SN) A. Asham (B. Lovejoy) — 22 min 39 s - J. Neal (J. Staal, P. Martin) — 83 min 38 s | Arbitrage : Kevin Pollock, Chris Lee Brian Murphy, Tim Nowak |
| D. Roloson       | Gardiens | M-A. Fleury         | | Arbitrage : Kevin Pollock, Chris Lee Brian Murphy, Tim Nowak |
| 6 min            | Pénalités | 8 min               | | Arbitrage : Kevin Pollock, Chris Lee Brian Murphy, Tim Nowak |
| 31               | Tirs | 53                  | | Arbitrage : Kevin Pollock, Chris Lee Brian Murphy, Tim Nowak |

| 23 avril 2011 | Pittsburgh | 2-8 (0-2, 0-3, 2-3) | Tampa Bay | Consol Energy Center 18 535 spectateurs |

| Feuille de match                                   | Feuille de match                                                                                  | Feuille de match                        | Feuille de match | Feuille de match                                                   |
| -------------------------------------------------- | ------------------------------------------------------------------------------------------------- | --------------------------------------- | --- | ------------------------------------------------------------------ |
|                                                    | - M. Rupp (A. Kovaliov, M. Talbot) — 46 min 36 s C. Conner (M. Talbot, K. Letang) — 48 min 22 s - | 0-1 0-2 0-3 0-4 0-5 0-6 0-7 1-7 2-7 2-8 | S. Gagné (T. Purcell, V. Lecavalier) — 16 min 57 s S. Stamkos (S. Downie, A. Hall) — 17 min 43 s V. Lecavalier (S. Stamkos, M. St Louis) — 21 min 55 s S. Gagné (D. Moore, M. Lundin) — 25 min 31 s S. Stamkos (E. Brewer, M. St Louis) — 27 min (SN) P. Kubina (T. Purcell, M-A. Bergeron) — 42 min 54 s (SN) P. Kubina (T. Purcell, S. Downie) — 45 min 45 s (SN) - D. Moore (S. Bergenheim, N. Thompson) — 55 min 35 s (SN) | Arbitrage : Dan O'Rourke, Brad Meier Pierre Racicot, Ryan Galloway |
| M-A. Fleury (25 min 10 s) B. Johnson (34 min 29 s) | Gardiens                                                                                          | D. Roloson                              | | Arbitrage : Dan O'Rourke, Brad Meier Pierre Racicot, Ryan Galloway |
| 24 min                                             | Pénalités                                                                                         | 24 min                                  | | Arbitrage : Dan O'Rourke, Brad Meier Pierre Racicot, Ryan Galloway |
| 33                                                 | Tirs                                                                                              | 25                                      | | Arbitrage : Dan O'Rourke, Brad Meier Pierre Racicot, Ryan Galloway |

| 25 avril 2011 | Tampa Bay | 4-2 (1-1, 1-0, 2-1) | Pittsburgh | St. Pete Times Forum 20 309 spectateurs |

| Feuille de match | Feuille de match | Feuille de match        | Feuille de match                                                                        | Feuille de match                                                  |
| ---------------- | --- | ----------------------- | --------------------------------------------------------------------------------------- | ----------------------------------------------------------------- |
|                  | - T. Purcell (R. Malone, S. Downie) — 16 min 36 s S. Bergenheim (D. Moore, S. Downie) — 25 min 44 s - S. Downie (V. Lecavalier -S. Gagné) — 44 min 55 s R. Malone (M. Ohlund) — 59 min 34 s | 0-1 1-1 2-1 2-2 3-2 4-2 | P. Dupuis (M. Talbot) — 8 min 23 s - J. Staal (M. Niskanen, T. Kennedy) — 43 min 48 s - | Arbitrage : Eric Furlatt, Marc Joannette Steve Barton, Jean Morin |
| D. Roloson       | Gardiens | M-A. Fleury             |                                                                                         | Arbitrage : Eric Furlatt, Marc Joannette Steve Barton, Jean Morin |
| 12 min           | Pénalités | 8 min                   |                                                                                         | Arbitrage : Eric Furlatt, Marc Joannette Steve Barton, Jean Morin |
| 21               | Tirs | 29                      |                                                                                         | Arbitrage : Eric Furlatt, Marc Joannette Steve Barton, Jean Morin |

| 27 avril 2011 | Pittsburgh | 0-1 (0-0, 0-1, 0-0) | Tampa Bay | St. Pete Times Forum 18 507 spectateurs |

| Feuille de match | Feuille de match | Feuille de match | Feuille de match                                  | Feuille de match                                                      |
| ---------------- | ---------------- | ---------------- | ------------------------------------------------- | --------------------------------------------------------------------- |
|                  | -                | 0-1              | S. Bergenheim (D. Moore, S. Downie) — 25 min 41 s | Arbitrage : Brad Watson, Dan O'Halloran Scott Driscoll, Brad Kovachik |
| M-A. Fleury      | Gardiens         | D. Roloson       |                                                   | Arbitrage : Brad Watson, Dan O'Halloran Scott Driscoll, Brad Kovachik |
| 6 min            | Pénalités        | 12 min           |                                                   | Arbitrage : Brad Watson, Dan O'Halloran Scott Driscoll, Brad Kovachik |
| 23               | Tirs             | 36               |                                                   | Arbitrage : Brad Watson, Dan O'Halloran Scott Driscoll, Brad Kovachik |

### Vancouver contre Chicago
Les Canucks de Vancouver sont la meilleure équipe de la saison régulière. Ils rencontrent au premier tour des séries les Blackhawks de Chicago qualifiés de justesse et champions en titre de la Coupe Stanley. Il faut sept matchs aux Canucks et un but en prolongation d'Alexandre Burrows pour se qualifier.
| 13 avril 2011 | Vancouver | 2-0 (2-0, 0-0, 0-0) | Chicago | Rogers Arena 18 860 spectateurs |

| Feuille de match | Feuille de match                                                                      | Feuille de match | Feuille de match | Feuille de match                                                         |
| ---------------- | ------------------------------------------------------------------------------------- | ---------------- | ---------------- | ------------------------------------------------------------------------ |
|                  | C. Higgins (K. Bieksa, R. Kesler) — 7 min 3 s J. Hansen (M. Samuelsson) — 17 min 23 s | 1-0 2-0          | -                | Arbitrage : Marc Joannette, Francois StLaurent Jay Sharrers, Mark Wheler |
| R. Luongo        | Gardiens                                                                              | C. Crawford      |                  | Arbitrage : Marc Joannette, Francois StLaurent Jay Sharrers, Mark Wheler |
| 8 min            | Pénalités                                                                             | 6 min            |                  | Arbitrage : Marc Joannette, Francois StLaurent Jay Sharrers, Mark Wheler |
| 33               | Tirs                                                                                  | 32               |                  | Arbitrage : Marc Joannette, Francois StLaurent Jay Sharrers, Mark Wheler |

| 15 avril 2011 | Vancouver | 4-3 (1-0, 2-1, 1-2) | Chicago | Rogers Arena 18 860 spectateurs |

| Feuille de match | Feuille de match | Feuille de match            | Feuille de match | Feuille de match                                                |
| ---------------- | --- | --------------------------- | --- | --------------------------------------------------------------- |
|                  | J. Hansen (D. Sedin, H. Sedin) — 7 min 30 s D. Sedin (C. Ehrhoff, R. Kesler) — 20 min 30 s (SN) - A. Edler (C. Hodgson, A. Burrows) — 39 min 46 s - D. Sedin (D. Hamhuis) — 50 min 6 s - | 1-0 2-0 2-1 3-1 3-2 4-2 4-3 | - B. Smith (B. Bickell, B. Campbell) — 34 min 50 s - V. Stalberg — 41 min 56 s - B. Smith (M. Frolík, P. Kane) — 52 min 50 s | Arbitrage : Stephen Walkom, Ian Walsh Mark Wheler, Jay Sharrers |
| R. Luongo        | Gardiens | C. Crawford                 | | Arbitrage : Stephen Walkom, Ian Walsh Mark Wheler, Jay Sharrers |
| 4 min            | Pénalités | 4 min                       | | Arbitrage : Stephen Walkom, Ian Walsh Mark Wheler, Jay Sharrers |
| 27               | Tirs | 26                          | | Arbitrage : Stephen Walkom, Ian Walsh Mark Wheler, Jay Sharrers |

| 17 avril 2011 | Chicago | 2-3 (1-0, 1-2, 0-1) | Vancouver | United Center 21 743 spectateurs |

| Feuille de match | Feuille de match                                                                           | Feuille de match    | Feuille de match | Feuille de match                                                     |
| ---------------- | ------------------------------------------------------------------------------------------ | ------------------- | --- | -------------------------------------------------------------------- |
|                  | D. Keith (J. Toews) — 6 min 54 s (SN) - P. Sharp (J. Toews , P. Kane) — 32 min 40 s (SN) - | 1-0 1-1 1-2 2-2 2-3 | - C. Ehrhoff (H. Sedin, D. Sedin) — 30 min 3 s (SN) D. Sedin (A. Edler, K. Bieksa) — 30 min 57 s - M. Samuelsson (H. Sedin, C. Ehrhoff) — 46 min 48 s | Arbitrage : Brad Watson, Greg Kimmerly Pierre Racicot, Ryan Galloway |
| C. Crawford      | Gardiens                                                                                   | R. Luongo           | | Arbitrage : Brad Watson, Greg Kimmerly Pierre Racicot, Ryan Galloway |
| 4 min            | Pénalités                                                                                  | 14 min              | | Arbitrage : Brad Watson, Greg Kimmerly Pierre Racicot, Ryan Galloway |
| 32               | Tirs                                                                                       | 26                  | | Arbitrage : Brad Watson, Greg Kimmerly Pierre Racicot, Ryan Galloway |

| 19 avril 2011 | Chicago | 7-2 (1-1, 4-0, 2-1) | Vancouver | United Center 21 757 spectateurs |

| Feuille de match | Feuille de match | Feuille de match                                  | Feuille de match                                                                                          | Feuille de match                                              |
| ---------------- | --- | ------------------------------------------------- | --- | ------------------------------------------------------------- |
|                  | B. Bickell (M. Frolík , D. Bolland) — 1 min 43 s - B. Campbell (P. Kane , C. Crawford) — 25 min 18 s D. Keith (M. Frolík , D. Bolland) — 25 min 35 s D. Bolland — 34 min 45 s M. Frolík (D. Bolland , N. Hjalmarsson) — 38 min 57 s P. Sharp (P. Kane , J. Toews) — 42 min 49 s (SN) P.Sharp (M. Hossa, C. Campoli) — 53 min 21 s (SN) - | 1-0 1-1 2-1 3-1 4-1 5-1 6-1 7-1 7-2               | - S. Salo (A. Edler, M. Raymond) — 24 min 46 s (SN) - D. Sedin (C. Ehrhoff, R. Kesler) — 56 min 24 s (SN) | Arbitrage : Brad Meier, Dan O'Rourke Jean Morin, Derek Nansen |
| C. Crawford      | Gardiens | R. Luongo (44 min 3 s) C. Schneider (15 min 55 s) | | Arbitrage : Brad Meier, Dan O'Rourke Jean Morin, Derek Nansen |
| 37 min           | Pénalités | 61 min                                            | | Arbitrage : Brad Meier, Dan O'Rourke Jean Morin, Derek Nansen |
| 35               | Tirs | 23                                                | | Arbitrage : Brad Meier, Dan O'Rourke Jean Morin, Derek Nansen |

| 21 avril 2011 | Vancouver | 0-5 (0-3, 0-2, 0-0) | Chicago | Rogers Arena 18 860 spectateurs |

| Feuille de match                                   | Feuille de match | Feuille de match    | Feuille de match | Feuille de match                                            |
| -------------------------------------------------- | ---------------- | ------------------- | --- | ----------------------------------------------------------- |
|                                                    | -                | 0-1 0-2 0-3 0-4 0-5 | M. Hossa (D. Keith, C. Crawford) — 5 min 54 s (SN) D. Keith (R. Johnson, M. Krüger) — 6 min 18 s P. Kane (D. Keith, B. Campbell) — 12 min 17 s (SN) M. Hossa (P. Sharp, B. Bickell) — 21 min 26 s D. Keith (M. Hossa, P. Sharp) — 24 min 47 s | Arbitrage : Eric Furlatt, Tim Peel Jean Morin, Derek Nansen |
| R. Luongo (21 min 25 s) C. Schneider (38 min 34 s) | Gardiens         | C. Crawford         | | Arbitrage : Eric Furlatt, Tim Peel Jean Morin, Derek Nansen |
| 27 min                                             | Pénalités        | 15 min              | | Arbitrage : Eric Furlatt, Tim Peel Jean Morin, Derek Nansen |
| 36                                                 | Tirs             | 26                  | | Arbitrage : Eric Furlatt, Tim Peel Jean Morin, Derek Nansen |

| 24 avril 2011 | Chicago | 4-3 (pr) (1-2, 1-0, 1-1, 1-0) | Vancouver | United Center 22 014 spectateurs |

| Feuille de match | Feuille de match | Feuille de match                                   | Feuille de match | Feuille de match                                                         |
| ---------------- | --- | -------------------------------------------------- | --- | ------------------------------------------------------------------------ |
|                  | - B. Bickell (D. Bolland) — 14 min 57 s - D. Bolland (P. Kane) — 35 min 8 s - M. Frolík — 42 min 31 s (TP) B. Smith (N. Hjalmarsson , M. Hossa) — 75 min 30 s - | 0-1 1-1 1-2 2-2 2-3 3-3 4-3                        | D. Sedin (H. Sedin, A. Burrows) — 2 min 6 s - A. Burrows — 18 min 48 s - K. Bieksa (M. Raymond, A. Burrows) — 40 min 58 s - | Arbitrage : Kelly Sutherland, Wes McCauley Scott Driscoll, Brad Kovachik |
| C. Crawford      | Gardiens | C. Schneider (42 min 31 s) R. Luongo (32 min 59 s) | | Arbitrage : Kelly Sutherland, Wes McCauley Scott Driscoll, Brad Kovachik |
| 6 min            | Pénalités | 10 min                                             | | Arbitrage : Kelly Sutherland, Wes McCauley Scott Driscoll, Brad Kovachik |
| 33               | Tirs | 35                                                 | | Arbitrage : Kelly Sutherland, Wes McCauley Scott Driscoll, Brad Kovachik |

| 26 avril 2011 | Vancouver | 2-1 (pr) (1-0, 0-0, 0-1, 1-0) | Chicago | Rogers Arena 18 860 spectateurs |

| Feuille de match | Feuille de match                                                            | Feuille de match | Feuille de match                                       | Feuille de match                                                    |
| ---------------- | --------------------------------------------------------------------------- | ---------------- | ------------------------------------------------------ | ------------------------------------------------------------------- |
|                  | A. Burrows (R. Kesler , M. Raymond) — 2 min 43 s - A. Burrows — 65 min 22 s | 1-0 1-1 2-1      | - J. Toews (M. Hossa, B. Seabrook) — 18 min 4 s (IN) - | Arbitrage : Paul Devorski, Steve Kozari Greg Devorski, Jay Sharrers |
| R. Luongo        | Gardiens                                                                    | C. Crawford      |                                                        | Arbitrage : Paul Devorski, Steve Kozari Greg Devorski, Jay Sharrers |
| 4 min            | Pénalités                                                                   | 4 min            |                                                        | Arbitrage : Paul Devorski, Steve Kozari Greg Devorski, Jay Sharrers |
| 38               | Tirs                                                                        | 32               |                                                        | Arbitrage : Paul Devorski, Steve Kozari Greg Devorski, Jay Sharrers |

### San José contre Los Angeles
Les Sharks de San José, deuxièmes de l'association de l'Ouest, éliminent au premier tour des séries les Kings de Los Angeles, septièmes. La série voit la victoire des Sharks chez eux à domicile pour le premier match puis uniquement des victoires à l'extérieur. San José passe le tour en éliminant les Kings sur leur glace le 25 avril grâce à un but de Joe Thornton au bout de deux minutes de prolongation.
| 14 avril | San José | 3-2 (1-0, 1-2, 0-0, 1-0) | Los Angeles | HP Pavilion 17 562 spectateurs |

| Feuille de match | Feuille de match | Feuille de match    | Feuille de match                                                                    | Feuille de match                                                      |
| ---------------- | --- | ------------------- | ----------------------------------------------------------------------------------- | --------------------------------------------------------------------- |
|                  | D. Heatley (R. Clowe, I. White) — 28 s - L. Couture (R. Clowe, D. Murray) — 30 min 23 s - J. Pavelski (K. Wellwood, R. Clowe) — 74 min 44 s | 1-0 1-1 2-1 2-2 3-2 | - D. Brown (J. Williams) — 27 min 25 s (SN) - J. Williams (R. Smyth — 56 min 20 s - | Arbitrage : Brad Watson, Greg Kimmerly Brad Lazarowich, Tony Sericolo |
| A. Niemi         | Gardiens | J. Quick            |                                                                                     | Arbitrage : Brad Watson, Greg Kimmerly Brad Lazarowich, Tony Sericolo |
| 13 min           | Pénalités | 16 min              |                                                                                     | Arbitrage : Brad Watson, Greg Kimmerly Brad Lazarowich, Tony Sericolo |
| 45               | Tirs | 35                  |                                                                                     | Arbitrage : Brad Watson, Greg Kimmerly Brad Lazarowich, Tony Sericolo |

| 16 avril | San José | 0-4 (0-2, 0-1, 0-1) | Los Angeles | HP Pavilion 17 562 spectateurs |

| Feuille de match | Feuille de match | Feuille de match | Feuille de match | Feuille de match                                                    |
| ---------------- | ---------------- | ---------------- | --- | ------------------------------------------------------------------- |
|                  | -                | 0-1 0-2 0-3 0-4  | J. Johnson (D. Doughty, M. Handzuš) — 12 min 13 s (SN) D. Doughty (R. Smyth, J. Johnson) — 15 min 43 s (SN) D. Doughty (K. Clifford, R. Scuderi) — 35 min 42 s K. Clifford (B. Richardson, D. Doughty) — 44 min 54 s | Arbitrage : Kevin Pollock, Chris Lee Tony Sericolo, Brad Lazarowich |
| A. Niemi         | Gardiens         | J. Quick         | | Arbitrage : Kevin Pollock, Chris Lee Tony Sericolo, Brad Lazarowich |
| 22 min           | Pénalités        | 20 min           | | Arbitrage : Kevin Pollock, Chris Lee Tony Sericolo, Brad Lazarowich |
| 34               | Tirs             | 23               | | Arbitrage : Kevin Pollock, Chris Lee Tony Sericolo, Brad Lazarowich |

| 19 avril | Los Angeles | 5-6 (pr) (3-0, 2-5, 0-0, 0-0) | San José | Staples Center 18 126 spectateurs |

| Feuille de match | Feuille de match | Feuille de match                                   | Feuille de match | Feuille de match                                                 |
| ---------------- | --- | -------------------------------------------------- | --- | ---------------------------------------------------------------- |
|                  | W. Mitchell (T. Lewis, K. Westgarth) — 2 min 26 s K. Clifford (B. Richardson, W. Simmonds) — 2 min 39 s M. Handzuš (D. Penner, D. Brown) — 18 min 22 s B. Richardson — 20 min 44 s - R. Smyth (J. Stoll, J. Johnson) — 33 min 47 s - | 1-0 2-0 3-0 4-0 4-1 4-2 4-3 5-3 5-4 5-5 5-6        | - P. Marleau (D. Boyle, J. Thornton) — 23 min 8 s R. Clowe (L. Couture, J. Demers) — 26 min 53 s (SN) L. Couture (I. White, N. Wallin) — 33 min 32 s - R. Clowe (D. Boyle, D. Heatley) — 38 min 35 s J. Pavelski (I. White, T. Mitchell) — 39 min 29 s D. Setoguchi (P. Marleau, N. Wallin) — 63 min 9 s | Arbitrage : Eric Furlatt, Wes McCauley Jay Sharrers, Mark Wheler |
| J. Quick         | Gardiens | A. Niemi (20 min 44 s) A. Niittymaki (42 min 25 s) | | Arbitrage : Eric Furlatt, Wes McCauley Jay Sharrers, Mark Wheler |
| 6 min            | Pénalités | 8 min                                              | | Arbitrage : Eric Furlatt, Wes McCauley Jay Sharrers, Mark Wheler |
| 22               | Tirs | 36                                                 | | Arbitrage : Eric Furlatt, Wes McCauley Jay Sharrers, Mark Wheler |

| 21 avril | Los Angeles | 3-6 (0-0, 2-3, 1-3) | San José | Staples Center 18 234 spectateurs |

| Feuille de match | Feuille de match | Feuille de match                    | Feuille de match | Feuille de match                                                         |
| ---------------- | --- | ----------------------------------- | --- | ------------------------------------------------------------------------ |
|                  | - B. Richardson (R. Smyth) — 31 min J. Williams (W. Mitchell) — 36 min 4 s - O. Ponikarovskiy (J. Johnson, T. Lewis) — 53 min 11 s | 0-1 0-2 0-3 1-3 2-3 2-4 2-5 2-6 3-6 | R. Clowe (MÉ. Vlasic) — 23 min 58 s J. Demers (L. Couture, D. Heatley) — 25 min 12 s R. Clowe (L. Couture, I. White) — 29 min 28 s (SN) - J. Thornton (P. Marleau, K. Wellwood) — 42 min 28 s J. Pavelski (D. Boyle, T. Mitchell) — 43 min 22 s T. Mitchell (K. Wellwood, I. White) — 51 min 42 s - | Arbitrage : Dennis LaRue, Kelly Sutherland Scott Driscoll, Brad Kovachik |
| J. Quick         | Gardiens | A. Niemi                            | | Arbitrage : Dennis LaRue, Kelly Sutherland Scott Driscoll, Brad Kovachik |
| 34 min           | Pénalités | 24 min                              | | Arbitrage : Dennis LaRue, Kelly Sutherland Scott Driscoll, Brad Kovachik |
| 38               | Tirs | 27                                  | | Arbitrage : Dennis LaRue, Kelly Sutherland Scott Driscoll, Brad Kovachik |

| 23 avril | San José | 1-3 (0-3, 1-0, 0-0) | Los Angeles | HP Pavilion 17 562 spectateurs |

| Feuille de match                                 | Feuille de match                                    | Feuille de match | Feuille de match | Feuille de match                                               |
| ------------------------------------------------ | --------------------------------------------------- | ---------------- | --- | -------------------------------------------------------------- |
|                                                  | - P. Marleau (N. Wallin, J. Thornton) — 25 min 43 s | 0-1 0-2 0-3 1-3  | W. Simmonds (K. Clifford, R. Scuderi) — 3 min 36 s K. Clifford (W. Simmonds, B. Richardson) — 7 min 14 s D. Penner (K. Westgarth) — 8 min 42 s - | Arbitrage : Tim Peel, Marc Joannette Jay Sharrers, Mark Wheler |
| A. Niemi (8 min 42 s) A. Niittymaki (49 min 4 s) | Gardiens                                            | J. Quick         | | Arbitrage : Tim Peel, Marc Joannette Jay Sharrers, Mark Wheler |
| 2 min                                            | Pénalités                                           | 8 min            | | Arbitrage : Tim Peel, Marc Joannette Jay Sharrers, Mark Wheler |
| 52                                               | Tirs                                                | 22               | | Arbitrage : Tim Peel, Marc Joannette Jay Sharrers, Mark Wheler |

| 25 avril | Los Angeles | 3-4 (pr) (0-0, 1-2, 2-1, 0-0) | San José | Staples Center 18 118 spectateurs |

| Feuille de match | Feuille de match | Feuille de match            | Feuille de match | Feuille de match                                                     |
| ---------------- | --- | --------------------------- | --- | -------------------------------------------------------------------- |
|                  | - J. Williams (J. Johnson, T. Lewis) — 33 min 27 s (SN) - R. Smyth (J. Stoll) — 40 min 18 s - T. Lewis (J. Stoll, A. Martinez) — 51 min 39 s (SN) - | 0-1 1-1 1-2 2-2 2-3 3-3 3-4 | K. Wellwood (J. Thornton) — 22 min 58 s - J. Demers (J. Pavelski, T. Mitchell) — 36 min 52 s - D. Heatley — 48 min 48 s - J. Thornton (P. Marleau, D. Setoguchi) — 62 min 22 s | Arbitrage : Dan O'Halloran, Brian Pochmara Shane Heyer, Jonny Murray |
| J. Quick         | Gardiens | A. Niemi                    | | Arbitrage : Dan O'Halloran, Brian Pochmara Shane Heyer, Jonny Murray |
| 6 min            | Pénalités | 21 min                      | | Arbitrage : Dan O'Halloran, Brian Pochmara Shane Heyer, Jonny Murray |
| 29               | Tirs | 35                          | | Arbitrage : Dan O'Halloran, Brian Pochmara Shane Heyer, Jonny Murray |

### Détroit contre Phoenix
Les Red Wings de Détroit, premiers de la division Centrale et troisièmes de l'Association de l'Ouest, rencontrent au premier tour des séries les Coyotes de Phoenix, sixième franchise qualifiée de l'Ouest. Les quatre rencontres sont à sens unique avec quatre victoires des Red Wings. L'équipe de Détroit élimine pour une deuxième année consécutive celle de Phoenix et est la première équipe qualifiée pour le deuxième tour des séries.
| 13 avril 2011 | Détroit | 4-2 (0-1, 3-0, 1-1) | Phoenix | Joe Louis Arena 20 066 spectateurs |

| Feuille de match | Feuille de match | Feuille de match        | Feuille de match                                                                                  | Feuille de match                                                |
| ---------------- | --- | ----------------------- | ------------------------------------------------------------------------------------------------- | --------------------------------------------------------------- |
|                  | - P. Datsiouk (J. Franzén, T. Holmström) — 27 min 38 s J. Franzén — 32 min 2 s B. Rafalski (V. Filppula) — 38 min 16 s (SN) J. Hudler (D. Miller) — 43 min 16 s - | 0-1 1-1 2-1 3-1 4-1 4-2 | K. Turris (R. Whitney, S. Doan) — 2 min 16 s - R. Vrbata (M. Hanzal, L. Korpikoski) — 47 min 38 s | Arbitrage : Paul Devorski, Steve Kozari Tim Nowak, Brian Murphy |
| J. Howard        | Gardiens | I. Bryzgalov            |                                                                                                   | Arbitrage : Paul Devorski, Steve Kozari Tim Nowak, Brian Murphy |
| 17 min           | Pénalités | 11 min                  |                                                                                                   | Arbitrage : Paul Devorski, Steve Kozari Tim Nowak, Brian Murphy |
| 36               | Tirs | 28                      |                                                                                                   | Arbitrage : Paul Devorski, Steve Kozari Tim Nowak, Brian Murphy |

| 16 avril 2011 | Détroit | 4-3 (3-0, 1-1, 0-2) | Phoenix | Joe Louis Arena 20 066 spectateurs |

| Feuille de match | Feuille de match | Feuille de match            | Feuille de match | Feuille de match                                                    |
| ---------------- | --- | --------------------------- | --- | ------------------------------------------------------------------- |
|                  | P. Datsiouk (N. Lidström, T. Bertuzzi) — 10 min 42 s (SN) B. Rafalski (P. Datsiouk, T. Holmström) — 15 min 50 s (SN) D. Helm (P. Datsiouk, N. Lidström) — 19 min 1 s T. Holmström (V. Filppula, P. Datsiouk) — 21 min 11 s - | 1-0 2-0 3-0 4-0 4-1 4-2 4-3 | - R. Vrbata (S. Doan, K. Yandle) — 27 min 2 s (SN) S. Doan (K. Yandle, R. Vrbata) — 45 min 49 s (SN) S. Doan (K. Yandle, R. Vrbata) — 48 min 37 s (SN) | Arbitrage : Kelly Sutherland, Dennis LaRue Jean Morin, Derek Nansen |
| J. Howard        | Gardiens | I. Bryzgalov                | | Arbitrage : Kelly Sutherland, Dennis LaRue Jean Morin, Derek Nansen |
| 17 min           | Pénalités | 18 min                      | | Arbitrage : Kelly Sutherland, Dennis LaRue Jean Morin, Derek Nansen |
| 31               | Tirs | 33                          | | Arbitrage : Kelly Sutherland, Dennis LaRue Jean Morin, Derek Nansen |

| 18 avril 2011 | Phoenix | 2-4 (0-2, 1-1, 1-1) | Détroit | Jobing.com Arena 17 130 spectateurs |

| Feuille de match | Feuille de match                                                                                          | Feuille de match        | Feuille de match | Feuille de match                                               |
| ---------------- | --- | ----------------------- | --- | -------------------------------------------------------------- |
|                  | - D. Schlemko (M. Bødker, K. Turris) — 31 min 43 s (SN) - R. Whitney (R. Vrbata, K. Yandle) — 53 min (SN) | 0-1 0-2 0-3 1-3 1-4 2-4 | R. Saleï (D. Helm, N. Kronwall) — 1 min 57 s D. Miller (N. Kronwall) — 2 min 41 s V. Filppula (J. Hudler) — 22 min 50 s - J. Franzén (J. Ericsson) — 40 min 45 s - | Arbitrage : Kevin Pollock, Chris Lee Shane Heyer, Jonny Murray |
| I. Bryzgalov     | Gardiens                                                                                                  | J. Howard               | | Arbitrage : Kevin Pollock, Chris Lee Shane Heyer, Jonny Murray |
| 10 min           | Pénalités                                                                                                 | 8 min                   | | Arbitrage : Kevin Pollock, Chris Lee Shane Heyer, Jonny Murray |
| 30               | Tirs | 34                      | | Arbitrage : Kevin Pollock, Chris Lee Shane Heyer, Jonny Murray |

| 20 avril 2011 | Phoenix | 3-6 (2-2, 1-1, 0-3) | Détroit | Jobing.com Arena 17 314 spectateurs |

| Feuille de match | Feuille de match | Feuille de match                    | Feuille de match | Feuille de match                                                 |
| ---------------- | --- | ----------------------------------- | --- | ---------------------------------------------------------------- |
|                  | - T. Pyatt (E. Jovanovski) — 5 min 46 s S. Doan (K. Turris, K. Yandle) — 9 min 46 s - M. Hanzal (R. Vrbata, R. Whitney) — 21 min 9 s (SN) - | 0-1 1-1 2-1 2-2 3-2 3-3 3-4 3-5 3-6 | T. Holmström (P. Datsiouk, M. Modano) — 3 min 47 s - P. Eaves (D. Helm) — 18 min 47 s - N. Kronwall (D. Cleary, J. Hudler) — 24 min 49 s (SN) D. Cleary (V. Filppula, T. Bertuzzi) — 53 min 41 s T. Bertuzzi (D. Cleary, V. Filppula) — 55 min 34 s P. Eaves — 59 min 24 s (CV) | Arbitrage : Brad Watson, Greg Kimmerly Shane Heyer, Jonny Murray |
| I. Bryzgalov     | Gardiens | J. Howard                           | | Arbitrage : Brad Watson, Greg Kimmerly Shane Heyer, Jonny Murray |
| 6 min            | Pénalités | 4 min                               | | Arbitrage : Brad Watson, Greg Kimmerly Shane Heyer, Jonny Murray |
| 27               | Tirs | 39                                  | | Arbitrage : Brad Watson, Greg Kimmerly Shane Heyer, Jonny Murray |

### Anaheim contre Nashville
Les Ducks d'Anaheim et les Predators de Nashville, respectivement classés en quatrième et cinquième place de l'association, s'affrontent en séries éliminatoires. Ces deux équipes totalisent toutes les deux 99 points à l'issue de la saison régulière. Il faut six matchs pour que les Predators éliminent les Ducks en remportant le sixième match 4-2 et pour la première fois de leur histoire, l'équipe entraînée par Barry Trotz remporte une ronde en série.
| 13 avril 2011 | Anaheim | 1-4 (0-1, 0-2, 1-1) | Nashville | Honda Center 17 174 spectateurs |

| Feuille de match                             | Feuille de match                                       | Feuille de match    | Feuille de match | Feuille de match                                                   |
| -------------------------------------------- | ------------------------------------------------------ | ------------------- | --- | ------------------------------------------------------------------ |
|                                              | - T. Selänne (S. Koivu, R. Getzlaf) — 51 min 24 s (SN) | 0-1 0-2 0-3 0-4 1-4 | S. Weber (M. Fisher, R. Suter) — 4 min 13 s (SN) S. Sullivan (C. Franson, B. Geoffrion) — 35 min 16 s M. Fisher (P. Hörnqvist, K. Klein) — 38 min 8 s M. Fisher (J. Blum) — 40 min 56 s - | Arbitrage : Kevin Pollock, Chris Lee Ryan Galloway, Pierre Racicot |
| D. Ellis (40 min 56 s) R. Emery (19 min 4 s) | Gardiens                                               | P. Rinne            | | Arbitrage : Kevin Pollock, Chris Lee Ryan Galloway, Pierre Racicot |
| 46 min                                       | Pénalités                                              | 14 min              | | Arbitrage : Kevin Pollock, Chris Lee Ryan Galloway, Pierre Racicot |
| 28                                           | Tirs                                                   | 30                  | | Arbitrage : Kevin Pollock, Chris Lee Ryan Galloway, Pierre Racicot |

| 15 avril 2011 | Anaheim | 5-3 (2-0, 2-1, 1-2) | Nashville | Honda Center 17 174 spectateurs |

| Feuille de match | Feuille de match | Feuille de match                | Feuille de match | Feuille de match                                                              |
| ---------------- | --- | ------------------------------- | --- | ----------------------------------------------------------------------------- |
|                  | C. Perry (S. Koivu, Ľ. Višňovský) — 5 min 24 s (SN) T. Selänne (C. Fowler, R. Getzlaf) — 6 min 2 s (SN) - B. Ryan (R. Getzlaf, F. Beauchemin) — 27 min 12 s R. Getzlaf (C. Perry, F. Beauchemin) — 35 min 54 s - B. Ryan (C. Fowler, C. Perry) — 59 min 7 s (CV) | 1-0 2-0 2-1 3-1 4-1 4-2 4-3 5-3 | - S. Weber (S. Kastsitsyne, M. Fisher) — 4 min 29 s (SN) - P. Hornqvist (S. Weber, S. Kastsitsyne) — 41 min 30 s (SN) J. Ward (M. Erat, D. Legwand) — 50 min 17 s - | Arbitrage : Marc Joannette, François St-Laurent Pierre Racicot, Ryan Galloway |
| R. Emery         | Gardiens | P. Rinne                        | | Arbitrage : Marc Joannette, François St-Laurent Pierre Racicot, Ryan Galloway |
| 14 min           | Pénalités | 12 min                          | | Arbitrage : Marc Joannette, François St-Laurent Pierre Racicot, Ryan Galloway |
| 28               | Tirs | 34                              | | Arbitrage : Marc Joannette, François St-Laurent Pierre Racicot, Ryan Galloway |

| 17 avril 2011 | Nashville | 4-3 (2-0, 0-2, 2-1) | Anaheim | Bridgestone Arena 17 113 spectateurs |

| Feuille de match | Feuille de match | Feuille de match            | Feuille de match | Feuille de match                                                   |
| ---------------- | --- | --------------------------- | --- | ------------------------------------------------------------------ |
|                  | M. Erat (C. Franson, J. Ward) — 15 min (SN) J. Tootoo (J. Smithson) — 15 min 38 s - D. Legwand (R. Suter, M. Erat) — 45 min 25 s - M. Fisher (S. Kastsitsyne, R. Suter) — 50 min 21 s | 1-0 2-0 2-1 2-2 3-2 3-3 4-3 | - T. Selänne (C. Perry) — 38 min 10 s (SN) T. Selänne (C. Perry) — 38 min 40 s - M. Beleskey (S. Koivu) — 46 min 48 s - | Arbitrage : Stephen Walkom, Ian Walsh Scott Cherrey, Greg Devorski |
| P. Rinne         | Gardiens | R. Emery                    | | Arbitrage : Stephen Walkom, Ian Walsh Scott Cherrey, Greg Devorski |
| 11 min           | Pénalités | 17 min                      | | Arbitrage : Stephen Walkom, Ian Walsh Scott Cherrey, Greg Devorski |
| 37               | Tirs | 16                          | | Arbitrage : Stephen Walkom, Ian Walsh Scott Cherrey, Greg Devorski |

| 20 avril 2011 | Nashville | 3-6 (1-2, 2-1, 0-3) | Anaheim | Bridgestone Arena 17 113 spectateurs |

| Feuille de match                                 | Feuille de match | Feuille de match                    | Feuille de match | Feuille de match                                                          |
| ------------------------------------------------ | --- | ----------------------------------- | --- | ------------------------------------------------------------------------- |
|                                                  | - P. Hörnqvist (S. Kastsitsyne, S. Weber) — 5 min 45 s J. Ward (C. Franson, S. Sullivan) — 25 min 44 s (SN) - M. Halischuk (K. Klein, J. Blum) — 34 min 15 s - | 0-1 0-2 1-2 2-2 2-3 3-3 3-4 3-5 3-6 | C. Fowler (C. Perry) — 4 min 41 s (SN) S. Koivu (J. Blake) — 5 min 14 s - T. Selänne (R. Getzlaf, C. Fowler) — 31 min 41 s (SN) - C. Perry (B. McMillan) — 41 min 17 s (IN) R. Getzlaf (C. Perry) — 44 min 51 s B. McMillan (T. Marchant, Ľ. Višňovský) — 46 min 46 s | Arbitrage : Dan O'Halloran, Brian Pochmara Brad Lazarowich, Tony Sericolo |
| P. Rinne (46 min 41 s) A. Lindbäck (13 min 14 s) | Gardiens | R. Emery                            | | Arbitrage : Dan O'Halloran, Brian Pochmara Brad Lazarowich, Tony Sericolo |
| 32 min                                           | Pénalités | 10 min                              | | Arbitrage : Dan O'Halloran, Brian Pochmara Brad Lazarowich, Tony Sericolo |
| 22                                               | Tirs | 38                                  | | Arbitrage : Dan O'Halloran, Brian Pochmara Brad Lazarowich, Tony Sericolo |

| 22 avril 2011 | Anaheim | 3-4 (pr) (0-1, 1-0, 2-2, 0-0) | Nashville | Honda Center 17 385 spectateurs |

| Feuille de match | Feuille de match | Feuille de match            | Feuille de match | Feuille de match                                                         |
| ---------------- | --- | --------------------------- | --- | ------------------------------------------------------------------------ |
|                  | - J. Blake (S. Koivu, L. Sbisa) — 33 min 39 s (SN) B. Ryan — 40 min 40 s - J. Blake (T. Selänne, S. Koivu) — 54 min 16 s - | 0-1 1-1 2-1 2-2 3-2 3-3 3-4 | K. Klein (J. Tootoo, N. Spaling) — 8 min 32 s - J. Ward (D. Legwand) — 51 min 20 s - S. Weber (C. Franson, M. Fisher) — 59 min 24 s J. Smithson (J. Tootoo, N. Spaling) — 61 min 57 s | Arbitrage : Kelly Sutherland, Wes McCauley Scott Driscoll, Brad Kovachik |
| R. Emery         | Gardiens | P. Rinne                    | | Arbitrage : Kelly Sutherland, Wes McCauley Scott Driscoll, Brad Kovachik |
| 4 min            | Pénalités | 4 min                       | | Arbitrage : Kelly Sutherland, Wes McCauley Scott Driscoll, Brad Kovachik |
| 26               | Tirs | 37                          | | Arbitrage : Kelly Sutherland, Wes McCauley Scott Driscoll, Brad Kovachik |

| 24 avril 2011 | Nashville | 4-2 (1-1, 1-1, 2-0) | Anaheim | Bridgestone Arena 17 113 spectateurs |

| Feuille de match | Feuille de match | Feuille de match        | Feuille de match                                                                            | Feuille de match                                                       |
| ---------------- | --- | ----------------------- | ------------------------------------------------------------------------------------------- | ---------------------------------------------------------------------- |
|                  | - N. Spaling (J. Tootoo) — 19 min 32 s S. Sullivan (J. P. Dumont, B. Geoffrion) — 23 min 29 s - N. Spaling (J. Tootoo, P. Rinne) — 44 min 53 s D. Legwand (J. Ward) — 59 min 50 s (SN + CV) | 0-1 1-1 2-1 2-2 3-2 4-2 | T. Selänne (S. Koivu) — 10 min 22 s - J. Blake (B. Ryan, Ľ. Višňovský) — 38 min 23 s (SN) - | Arbitrage : Paul Devorski, Steve Kozari Brad Lazarowich, Tony Sericolo |
| P. Rinne         | Gardiens | R. Emery                |                                                                                             | Arbitrage : Paul Devorski, Steve Kozari Brad Lazarowich, Tony Sericolo |
| 4 min            | Pénalités | 18 min                  |                                                                                             | Arbitrage : Paul Devorski, Steve Kozari Brad Lazarowich, Tony Sericolo |
| 29               | Tirs | 27                      |                                                                                             | Arbitrage : Paul Devorski, Steve Kozari Brad Lazarowich, Tony Sericolo |

## Demi-finales d'association

### Washington contre Tampa Bay
Les Capitals de Washington et le Lightning de Tampa Bay, deux seules équipes qualifiées pour les séries de la division Sud-Est, s'affrontent lors de la demi-finale d'association. Le Lightning bat la meilleure équipe de l'Est en quatre matchs secs pour se qualifier pour la finale de l'association de l'Est.
| 29 avril 2011 | Washington | 2-4 (1-1, 1-2, 0-1) | Tampa Bay | Verizon Center 18 398 spectateurs |

| Feuille de match | Feuille de match                                                    | Feuille de match        | Feuille de match | Feuille de match                                                        |
| ---------------- | ------------------------------------------------------------------- | ----------------------- | --- | ----------------------------------------------------------------------- |
|                  | Siomine (Sturm) — 4 min 8 s Fehr (Chimera, Johansson) — 21 min 51 s | 0-1 1-1 2-1 2-2 2-3 2-4 | Bergenheim (Downie, Lundin) — 2 min 12 s Downie (Lecavalier, Purcell) — 36 min 17 s Stamkos (Brewer, Lecavalier) — 39 min 28 s (SN) Moore (Hall, Hedman) — 59 min 20 s (CV) | Arbitrage : Kevin Pollock, Kelly Sutherland Greg Devorski, Brian Murphy |
| Neuvirth         | Gardiens                                                            | Roloson                 | | Arbitrage : Kevin Pollock, Kelly Sutherland Greg Devorski, Brian Murphy |
| 8 min            | Pénalités                                                           | 10 min                  | | Arbitrage : Kevin Pollock, Kelly Sutherland Greg Devorski, Brian Murphy |
| 28               | Tirs                                                                | 24                      | | Arbitrage : Kevin Pollock, Kelly Sutherland Greg Devorski, Brian Murphy |

| 1er mai 2011 | Washington | 2-3 (pr) (0-1, 1-0, 1-1, 0-1) | Tampa Bay | Verizon Center 18 398 spectateurs |

| Feuille de match | Feuille de match                                                                  | Feuille de match    | Feuille de match | Feuille de match                                              |
| ---------------- | --------------------------------------------------------------------------------- | ------------------- | --- | ------------------------------------------------------------- |
|                  | Laich (Bäckström, Erskine) — 34 min 52 s Ovetchkine (Arnott, Laich) — 58 min 52 s | 0-1 1-1 1-2 2-2 2-3 | Lecavalier (St-Louis, Malone) — 19 min 1 s (SN) St-Louis (Purcell) — 47 min 35 s Lecavalier (Purcell, Jones) — 66 min 19 s | Arbitrage : Chris Lee, Tim Peel Scott Driscoll, Brad Kovachik |
| Neuvirth         | Gardiens                                                                          | Roloson             | | Arbitrage : Chris Lee, Tim Peel Scott Driscoll, Brad Kovachik |
| 10 min           | Pénalités                                                                         | 12 min              | | Arbitrage : Chris Lee, Tim Peel Scott Driscoll, Brad Kovachik |
| 37               | Tirs                                                                              | 23                  | | Arbitrage : Chris Lee, Tim Peel Scott Driscoll, Brad Kovachik |

| 3 mai 2011 | Tampa Bay | 4-3 (1-0, 1-3, 2-0) | Washington | St. Pete Times Forum 20 613 spectateurs |

| Feuille de match | Feuille de match | Feuille de match            | Feuille de match | Feuille de match                                                   |
| ---------------- | --- | --------------------------- | --- | ------------------------------------------------------------------ |
|                  | Bergenheim (Moore, Downie) — 11 min 3 s Lecavalier (St-Louis, Purcell) — 31 min 51 s Stamkos (Hedman) — 45 min 23 s Malone (Thompson) — 45 min 47 s | 1-0 1-1 1-2 2-2 2-3 3-3 4-3 | Knuble (Ovetchkine) — 20 min 59 s Carlson (Chimera, Johansson) — 27 min 58 s Ovetchkine (Siomine, Green) — 37 min 27 s (SN) | Arbitrage : Paul Devorski, Dan O'Rourke Steve Barton, Steve Miller |
| Roloson          | Gardiens | Neuvirth                    | | Arbitrage : Paul Devorski, Dan O'Rourke Steve Barton, Steve Miller |
| 10 min           | Pénalités | 8 min                       | | Arbitrage : Paul Devorski, Dan O'Rourke Steve Barton, Steve Miller |
| 30               | Tirs | 32                          | | Arbitrage : Paul Devorski, Dan O'Rourke Steve Barton, Steve Miller |

| 4 mai 2011 | Tampa Bay | 5-3 (1-1, 2-1, 2-1) | Washington | St. Pete Times Forum 20 835 spectateurs |

| Feuille de match | Feuille de match | Feuille de match                | Feuille de match                                                                                          | Feuille de match                                                    |
| ---------------- | --- | ------------------------------- | --- | ------------------------------------------------------------------- |
|                  | Malone (Lecavalier, St-Louis) — 12 min 37 s (SN) Bergenheim (Moore, Downie) — 24 min 41 s Bergenheim (Moore) — 32 min 34 s Bergeron (Downie, Purcell) — 45 min 7 s (SN) St-Louis (Purcell) — 56 min 52 s | 1-0 1-1 2-1 3-1 3-2 4-2 5-2 5-3 | Sturm (Arnott, Ovetchkine) — 18 min 30 s (SN) Erskine — 33 min 40 s Carlson (Laich, Arnott) — 57 min 54 s | Arbitrage : Steve Kozari, Stephen Walkom Steve Barton, Steve Miller |
| Roloson          | Gardiens | Neuvirth                        | | Arbitrage : Steve Kozari, Stephen Walkom Steve Barton, Steve Miller |
| 6 min            | Pénalités | 10 min                          | | Arbitrage : Steve Kozari, Stephen Walkom Steve Barton, Steve Miller |
| 37               | Tirs | 36                              | | Arbitrage : Steve Kozari, Stephen Walkom Steve Barton, Steve Miller |

### Philadelphie contre Boston
Lors de la série entre les Flyers de Philadelphie et les Bruins de Boston, l'année précédente, les Flyers avaient effectué une remontée spectaculaire en gagnant en sept matchs alors qu'ils étaient menés 3 victoires à 0. Cette saison, les Bruins battent les Flyers en quatre rencontres.
| 30 avril 2011 | Philadelphie | 3-7 (1-2, 1-3, 1-2) | Boston | Wells Fargo Center 19 641 spectateurs |

| Feuille de match                              | Feuille de match | Feuille de match                        | Feuille de match | Feuille de match                                                 |
| --------------------------------------------- | --- | --------------------------------------- | --- | ---------------------------------------------------------------- |
|                                               | Brière (Coburn, Leino) — 11 min 2 s Van Riemsdyk (O'Donnell, Giroux) — 37 min 30 s Richards (Timonen, Giroux) — 53 min 2 s (SN) | 0-1 1-1 1-2 1-3 1-4 2-4 2-5 3-5 3-6 3-7 | Krejčí (Horton, Seidenberg) — 1 min 52 s Horton (Krejčí, Seidenberg) — 19 min 24 s Recchi (Bergeron, Marchand) — 22 min 34 s Krejčí (McQuaid) — 35 min 26 s Marchand (Bergeron, Ference) — 37 min 14 s Marchand (Bergeron) — 54 min 59 s Campbell (Krejčí, Paille) — 57 min 39 s | Arbitrage : Paul Devorski, Dan O'Rourke Steve Barton, Jean Morin |
| Boucher (36 min 37 s) Bobrovsky (22 min 46 s) | Gardiens | Thomas                                  | | Arbitrage : Paul Devorski, Dan O'Rourke Steve Barton, Jean Morin |
| 24 min                                        | Pénalités | 24 min                                  | | Arbitrage : Paul Devorski, Dan O'Rourke Steve Barton, Jean Morin |
| 34                                            | Tirs | 33                                      | | Arbitrage : Paul Devorski, Dan O'Rourke Steve Barton, Jean Morin |

| 2 mai 2011 | Philadelphie | 2-3 (pr) (2-2, 0-0, 0-0, 0-1) | Boston | Wells Fargo Center 19 962 spectateurs |

| Feuille de match                            | Feuille de match                                                                      | Feuille de match    | Feuille de match                                                                                        | Feuille de match                                                     |
| ------------------------------------------- | ------------------------------------------------------------------------------------- | ------------------- | --- | -------------------------------------------------------------------- |
|                                             | Van Riemsdyk (Giroux, Jerdev) — 29 s Van Riemsdyk (Brière, Timonen) — 9 min 31 s (SN) | 1-0 2-0 2-1 2-2 2-3 | Kelly (Ryder, Kaberle) — 12 min 50 s Marchand (Bergeron, Recchi) — 14 min 15 s Krejčí (Horton) — 74 min | Arbitrage : Eric Furlatt, Marc Joannette Derek Amell, Pierre Racicot |
| Boucher (65 min 1 s) Bobrovski (8 min 59 s) | Gardiens                                                                              | Thomas              | | Arbitrage : Eric Furlatt, Marc Joannette Derek Amell, Pierre Racicot |
| 6 min                                       | Pénalités                                                                             | 10 min              | | Arbitrage : Eric Furlatt, Marc Joannette Derek Amell, Pierre Racicot |
| 54                                          | Tirs                                                                                  | 41                  | | Arbitrage : Eric Furlatt, Marc Joannette Derek Amell, Pierre Racicot |

| 4 mai 2011 | Boston | 5-1 (2-0, 2-1, 1-0) | Philadelphie | TD Garden 17 565 spectateurs |

| Feuille de match | Feuille de match | Feuille de match                              | Feuille de match                        | Feuille de match                                                |
| ---------------- | --- | --------------------------------------------- | --------------------------------------- | --------------------------------------------------------------- |
|                  | Chára (Marchand, Bergeron) — 30 s Krejčí (Lucic, Horton) — 1 min 3 s Paille (Campbell, Boychuk) — 33 min 39 s Horton (Krejčí, Chára) — 35 min 14 s Chára (Krejčí, Seidenberg) — 58 min 38 s | 1-0 2-0 3-0 4-0 4-1 5-1                       | Meszaros (Powe, Carcillo) — 36 min 36 s | Arbitrage : Dan O'Halloran, Brad Watson Derek Amell, Jean Morin |
| Thomas           | Gardiens | Boucher (35 min 14 s) Bobrovski (24 min 30 s) |                                         | Arbitrage : Dan O'Halloran, Brad Watson Derek Amell, Jean Morin |
| 3 min            | Pénalités | 5 min                                         |                                         | Arbitrage : Dan O'Halloran, Brad Watson Derek Amell, Jean Morin |
| 38               | Tirs | 28                                            |                                         | Arbitrage : Dan O'Halloran, Brad Watson Derek Amell, Jean Morin |

| 6 mai 2011 | Boston | 5-1 (1-0, 0-1, 4-0) | Philadelphie | TD Garden 17 565 spectateurs |

| Feuille de match | Feuille de match | Feuille de match        | Feuille de match                  | Feuille de match                                                    |
| ---------------- | --- | ----------------------- | --------------------------------- | ------------------------------------------------------------------- |
|                  | Lucic (Horton, Krejčí) — 12 min 2 s (SN) Boychuk (Ryder) — 42 min 42 s Lucic (Horton) — 55 min 3 s Marchand (Recchi, Peverley) — 58 min 4 s (CV) Paille (Campbell, Thornton) — 59 min 35 s (CV) | 1-0 1-1 2-1 3-1 4-1 5-1 | Versteeg (Richards) — 33 min 22 s | Arbitrage : Steve Kozari, Stephen Walkom Brian Murphy, Steve Miller |
| Thomas           | Gardiens | Bobrovski               |                                   | Arbitrage : Steve Kozari, Stephen Walkom Brian Murphy, Steve Miller |
| 12 min           | Pénalités | 16 min                  |                                   | Arbitrage : Steve Kozari, Stephen Walkom Brian Murphy, Steve Miller |
| 27               | Tirs | 23                      |                                   | Arbitrage : Steve Kozari, Stephen Walkom Brian Murphy, Steve Miller |

### Vancouver contre Nashville
| 28 avril 2011 | Vancouver | 1-0 (0-0, 1-0, 0-0) | Nashville | Rogers Arena 18 860 spectateurs |

| Feuille de match | Feuille de match                         | Feuille de match | Feuille de match | Feuille de match                                                   |
| ---------------- | ---------------------------------------- | ---------------- | ---------------- | ------------------------------------------------------------------ |
|                  | Higgins (Lapierre, Bieksa) — 32 min 14 s | 1-0              |                  | Arbitrage : Eric Furlatt, Marc Joannette Shane Heyer, Jonny Murray |
| Luongo           | Gardiens                                 | Rinne            |                  | Arbitrage : Eric Furlatt, Marc Joannette Shane Heyer, Jonny Murray |
| 10 min           | Pénalités                                | 10 min           |                  | Arbitrage : Eric Furlatt, Marc Joannette Shane Heyer, Jonny Murray |
| 30               | Tirs                                     | 20               |                  | Arbitrage : Eric Furlatt, Marc Joannette Shane Heyer, Jonny Murray |

| 30 avril 2011 | Vancouver | 1-2 (2 pr) (0-0, 1-0, 0-1, 0-0, 0-1) | Nashville | Rogers Arena 18 860 spectateurs |

| Feuille de match | Feuille de match               | Feuille de match | Feuille de match                                                          | Feuille de match                                                  |
| ---------------- | ------------------------------ | ---------------- | ------------------------------------------------------------------------- | ----------------------------------------------------------------- |
|                  | Burrows (Kesler) — 22 min (IN) | 1-0 1-1 1-2      | Suter (Erat, Ward) — 58 min 53 s Halischuk (Spaling, Suter) — 94 min 51 s | Arbitrage : Brad Watson, Dan O'Halloran Shane Heyer, Jonny Murray |
| Luongo           | Gardiens                       | Rinne            |                                                                           | Arbitrage : Brad Watson, Dan O'Halloran Shane Heyer, Jonny Murray |
| 8 min            | Pénalités                      | 2 min            |                                                                           | Arbitrage : Brad Watson, Dan O'Halloran Shane Heyer, Jonny Murray |
| 33               | Tirs                           | 46               |                                                                           | Arbitrage : Brad Watson, Dan O'Halloran Shane Heyer, Jonny Murray |

| 3 mai 2011 | Nashville | 2-3 (pr) (1-0, 0-1, 1-1, 0-1) | Vancouver | Bridgestone Arena 17 113 spectateurs |

| Feuille de match | Feuille de match                                                      | Feuille de match    | Feuille de match | Feuille de match                                              |
| ---------------- | --------------------------------------------------------------------- | ------------------- | --- | ------------------------------------------------------------- |
|                  | Legwand (Suter, Spaling) — 10 min 18 s (IN) Ward (Erat) — 53 min 18 s | 1-0 1-1 1-2 2-2 2-3 | Kesler (Ehrhoff, D. Sedin) — 21 min (SN) Higgins (Kesler, Edler) — 43 min 3 s Kesler (Samuelsson, Ehrhoff) — 70 min 45 s (SN) | Arbitrage : Chris Lee, Tim Peel Scott Driscoll, Brad Kovachik |
| Rinne            | Gardiens                                                              | Luongo              | | Arbitrage : Chris Lee, Tim Peel Scott Driscoll, Brad Kovachik |
| 8 min            | Pénalités                                                             | 6 min               | | Arbitrage : Chris Lee, Tim Peel Scott Driscoll, Brad Kovachik |
| 30               | Tirs                                                                  | 47                  | | Arbitrage : Chris Lee, Tim Peel Scott Driscoll, Brad Kovachik |

| 5 mai 2011 | Nashville | 2-4 (1-1, 0-1, 1-2) | Vancouver | Bridgestone Arena 17 113 spectateurs |

| Feuille de match | Feuille de match                                                              | Feuille de match        | Feuille de match | Feuille de match                                                          |
| ---------------- | ----------------------------------------------------------------------------- | ----------------------- | --- | ------------------------------------------------------------------------- |
|                  | Ward (Franson, Erat) — 19 min 18 s (SN) Franson (Legwand, Ward) — 43 min 27 s | 0-1 1-1 1-2 2-2 2-3 2-4 | Ehrhoff (H. Sedin, D. Sedin) — 15 min 4 s Edler (Kesler, Ehrhoff) — 29 min 43 s Kesler (H. Sedin, Ehrhoff) — 47 min 28 s (SN) H. Sedin (Burrows, Kesler) — 59 min 39 s (CV) | Arbitrage : Kevin Pollock, Kelly Sutherland Scott Driscoll, Brad Kovachik |
| Rinne            | Gardiens                                                                      | Luongo                  | | Arbitrage : Kevin Pollock, Kelly Sutherland Scott Driscoll, Brad Kovachik |
| 8 min            | Pénalités                                                                     | 8 min                   | | Arbitrage : Kevin Pollock, Kelly Sutherland Scott Driscoll, Brad Kovachik |
| 21               | Tirs                                                                          | 28                      | | Arbitrage : Kevin Pollock, Kelly Sutherland Scott Driscoll, Brad Kovachik |

| 7 mai 2011 | Vancouver | 3-4 (2-1, 0-1, 1-2) | Nashville | Rogers Arena 18 860 spectateurs |

| Feuille de match | Feuille de match                                                                                                | Feuille de match            | Feuille de match                                                                                             | Feuille de match                                                      |
| ---------------- | --- | --------------------------- | --- | --------------------------------------------------------------------- |
|                  | Torres (Hansen, Hamhuis, m5) — 59 s Kesler (Raymond, Higgins) — 15 min 6 s Kesler (Edler, Torres) — 56 min 14 s | 0-1 1-1 2-1 2-2 2-3 2-4 3-4 | Legwand (Ward, m3) — 42 s (IN) Legwand — 20 min 51 s Ward (Fisher) — 41 min 14 s Ward (Tootoo) — 45 min 45 s | Arbitrage : Paul Devorski, Dan O'Rourke Brad Lazarowich, Jay Sharrers |
| Luongo           | Gardiens | Rinne                       | | Arbitrage : Paul Devorski, Dan O'Rourke Brad Lazarowich, Jay Sharrers |
| 6 min            | Pénalités | 8 min                       | | Arbitrage : Paul Devorski, Dan O'Rourke Brad Lazarowich, Jay Sharrers |
| 34               | Tirs | 23                          | | Arbitrage : Paul Devorski, Dan O'Rourke Brad Lazarowich, Jay Sharrers |

| 9 mai 2011 | Nashville | 1-2 (0-2, 1-0, 0-0) | Vancouver | Bridgestone Arena 17 113 spectateurs |

| Feuille de match | Feuille de match                          | Feuille de match | Feuille de match                                                        | Feuille de match                                                   |
| ---------------- | ----------------------------------------- | ---------------- | ----------------------------------------------------------------------- | ------------------------------------------------------------------ |
|                  | Legwand (Ward, Kastsitsyne) — 23 min 31 s | 0-1 0-2 1-2      | Raymond (Kesler, m7) — 45 s D. Sedin (Kesler, H. Sedin, m9) — 28 s (SN) | Arbitrage : Steve Kozari, Stephen Walkom Greg Devorski, Jean Morin |
| Rinne            | Gardiens                                  | Luongo           |                                                                         | Arbitrage : Steve Kozari, Stephen Walkom Greg Devorski, Jean Morin |
| 8 min            | Pénalités                                 | 12 min           |                                                                         | Arbitrage : Steve Kozari, Stephen Walkom Greg Devorski, Jean Morin |
| 24               | Tirs                                      | 19               |                                                                         | Arbitrage : Steve Kozari, Stephen Walkom Greg Devorski, Jean Morin |

### San José contre Détroit
| 29 avril 2011 | San José | 2-1 (pr) (0-1, 0-0, 1-0, 1-0) | Détroit | HP Pavilion 17 562 spectateurs |

| Feuille de match | Feuille de match                                                                     | Feuille de match | Feuille de match                 | Feuille de match                                                       |
| ---------------- | ------------------------------------------------------------------------------------ | ---------------- | -------------------------------- | ---------------------------------------------------------------------- |
|                  | Pavelski (Thornton, Boyle) — 50 min 22 s (SN) Ferriero (Couture, Boyle) — 67 min 3 s | 0-1 1-1 2-1      | Lidström (Datsiouk) — 9 min 30 s | Arbitrage : Steve Kozari, Stephen Walkom Jay Sharrers, Brad Lazarowich |
| Niemi            | Gardiens                                                                             | Howard           |                                  | Arbitrage : Steve Kozari, Stephen Walkom Jay Sharrers, Brad Lazarowich |
| 8 min            | Pénalités                                                                            | 16 min           |                                  | Arbitrage : Steve Kozari, Stephen Walkom Jay Sharrers, Brad Lazarowich |
| 46               | Tirs                                                                                 | 25               |                                  | Arbitrage : Steve Kozari, Stephen Walkom Jay Sharrers, Brad Lazarowich |

| 1er mai 2011 | San José | 2-1 (1-0, 0-0, 1-1) | Détroit | HP Pavilion 17 562 spectateurs |

| Feuille de match | Feuille de match                                                               | Feuille de match | Feuille de match                                    | Feuille de match                                                          |
| ---------------- | ------------------------------------------------------------------------------ | ---------------- | --------------------------------------------------- | ------------------------------------------------------------------------- |
|                  | White (Heatley, Clowe) — 4 min 54 s (SN) Wallin (Clowe, Couture) — 41 min 39 s | 1-0 2-0 2-1      | Zetterberg (Datsiouk, Holmström) — 53 min 58 s (SN) | Arbitrage : Kevin Pollock, Kelly Sutherland Brad Lazarowich, Jay Sharrers |
| Niemi            | Gardiens                                                                       | Howard           |                                                     | Arbitrage : Kevin Pollock, Kelly Sutherland Brad Lazarowich, Jay Sharrers |
| 26 min           | Pénalités                                                                      | 14 min           |                                                     | Arbitrage : Kevin Pollock, Kelly Sutherland Brad Lazarowich, Jay Sharrers |
| 37               | Tirs                                                                           | 34               |                                                     | Arbitrage : Kevin Pollock, Kelly Sutherland Brad Lazarowich, Jay Sharrers |

| 4 mai 2011 | Détroit | 3-4 (pr) (1-1, 2-1, 0-1, 0-1) | San José | Joe Louis Arena 20 066 spectateurs |

| Feuille de match | Feuille de match | Feuille de match            | Feuille de match | Feuille de match                                                     |
| ---------------- | --- | --------------------------- | --- | -------------------------------------------------------------------- |
|                  | Lidström (Zetterberg, Holmström) — 19 min 38 s (SN) Eaves (Helm, Draper) — 33 min 59 s Datsiouk (Zetterberg, Lidström) — 38 min 17 s (SN) | 0-1 1-1 2-1 2-2 3-2 3-3 4-3 | Setoguchi (Thornton, Pavelski) — 12 min 57 s (SN) Setoguchi (Boyle, Thornton) — 34 min 49 s (SN) Boyle (Wellwood, Mitchell) — 55 min 52 s Setoguchi (Thornton) — 69 min 21 s | Arbitrage : Eric Furlatt, Marc Joannette Greg Devorski, Brian Murphy |
| Howard           | Gardiens | Niemi                       | | Arbitrage : Eric Furlatt, Marc Joannette Greg Devorski, Brian Murphy |
| 4 min            | Pénalités | 4 min                       | | Arbitrage : Eric Furlatt, Marc Joannette Greg Devorski, Brian Murphy |
| 41               | Tirs | 38                          | | Arbitrage : Eric Furlatt, Marc Joannette Greg Devorski, Brian Murphy |

| 6 mai 2011 | Détroit | 4-3 (3-1, 0-1, 1-1) | San José | Joe Louis Arena 20 066 spectateurs |

| Feuille de match | Feuille de match | Feuille de match            | Feuille de match                                                                                           | Feuille de match                                                    |
| ---------------- | --- | --------------------------- | --- | ------------------------------------------------------------------- |
|                  | Bertuzzi (Zetterberg, Cleary) — 6 min 22 s Lidström (Cleary, Bertuzzi) — 11 min 9 s Lidström (Zetterberg, Datsiouk) — 18 min 1 s (SN) Helm (Eaves, Rafalski) — 58 min 33 s | 1-0 2-0 3-0 3-1 3-2 3-3 4-3 | Couture (Clowe) — 18 min 16 s Boyle (Wellwood, Clowe) — 33 min 44 s Heatley (Clowe, Couture) — 41 min 14 s | Arbitrage : Dan O'Halloran, Brad Watson Derek Amell, Pierre Racicot |
| Howard           | Gardiens | Niemi                       | | Arbitrage : Dan O'Halloran, Brad Watson Derek Amell, Pierre Racicot |
| 8 min            | Pénalités | 12 min                      | | Arbitrage : Dan O'Halloran, Brad Watson Derek Amell, Pierre Racicot |
| 40               | Tirs | 28                          | | Arbitrage : Dan O'Halloran, Brad Watson Derek Amell, Pierre Racicot |

| 8 mai 2011 | San José | 3-4 (1-0, 1-1, 1-3) | Détroit | HP Pavilion 17 562 spectateurs |

| Feuille de match | Feuille de match | Feuille de match            | Feuille de match | Feuille de match                                            |
| ---------------- | --- | --------------------------- | --- | ----------------------------------------------------------- |
|                  | Setoguchi (Boyle, Thornton) — 17 min 18 s Pavelski (Clowe, Wellwood) — 35 min 32 s Couture (Heatley, White) — 40 min 54 s | 1-0 2-0 2-1 3-1 3-2 3-3 3-4 | Kronwall (Datsiouk, Stuart) — 36 min 25 s Ericsson (Zetterberg, Datsiouk) — 43 min 43 s Cleary (Kronwall, Bertuzzi) — 45 min 29 s Holmström (Lidström, Datsiouk) — 53 min 52 s | Arbitrage : Chris Lee, Tim Peel Derek Amell, Pierre Racicot |
| Niemi            | Gardiens | Howard                      | | Arbitrage : Chris Lee, Tim Peel Derek Amell, Pierre Racicot |
| 6 min            | Pénalités | 10 min                      | | Arbitrage : Chris Lee, Tim Peel Derek Amell, Pierre Racicot |
| 42               | Tirs | 22                          | | Arbitrage : Chris Lee, Tim Peel Derek Amell, Pierre Racicot |

| 10 mai 2011 | Détroit | 3-1 (0-0, 0-0, 3-1) | San José | Joe Louis Arena 20 066 spectateurs |

| Feuille de match | Feuille de match                                                                                        | Feuille de match | Feuille de match                | Feuille de match                                                      |
| ---------------- | --- | ---------------- | ------------------------------- | --------------------------------------------------------------------- |
|                  | Zetterberg (Kronwall, Filppula) — 50 min 38 s Filppula (Datsiouk) — 52 min 32 s Helm — 58 min 55 s (CV) | 0-1 1-1 2-1 3-1  | Couture (Heatley) — 43 min 54 s | Arbitrage : Paul Devorski, Dan O'Rourke Scott Driscoll, Brad Kovachik |
| Howard           | Gardiens                                                                                                | Niemi            |                                 | Arbitrage : Paul Devorski, Dan O'Rourke Scott Driscoll, Brad Kovachik |
| 16 min           | Pénalités                                                                                               | 18 min           |                                 | Arbitrage : Paul Devorski, Dan O'Rourke Scott Driscoll, Brad Kovachik |
| 45               | Tirs | 25               |                                 | Arbitrage : Paul Devorski, Dan O'Rourke Scott Driscoll, Brad Kovachik |

| 12 mai 2011 | San José | 3-2 (2-0, 0-1, 1-1) | Détroit | HP Pavilion 17 562 spectateurs |

| Feuille de match | Feuille de match                                                                                             | Feuille de match    | Feuille de match                                                              | Feuille de match                                                       |
| ---------------- | --- | ------------------- | ----------------------------------------------------------------------------- | ---------------------------------------------------------------------- |
|                  | Setoguchi (Thornton, Boyle) — 12 min 20 s (SN) Couture — 19 min 1 s Marleau (Setoguchi, Boyle) — 52 min 13 s | 1-0 2-0 2-1 3-1 3-2 | Zetterberg (Filppula) — 33 min 10 s Datsiouk (Stuart, Ericsson) — 53 min 59 s | Arbitrage : Dan O'Halloran, Kelly Sutherland Shane Heyer, Jonny Murray |
| Niemi            | Gardiens | Howard              |                                                                               | Arbitrage : Dan O'Halloran, Kelly Sutherland Shane Heyer, Jonny Murray |
| 8 min            | Pénalités | 6 min               |                                                                               | Arbitrage : Dan O'Halloran, Kelly Sutherland Shane Heyer, Jonny Murray |
| 30               | Tirs | 40                  |                                                                               | Arbitrage : Dan O'Halloran, Kelly Sutherland Shane Heyer, Jonny Murray |

## Finales d'association

### Boston contre Tampa Bay
| 14 mai 2011 | Boston | 2-5 (1-3, 0-0, 1-2) | Tampa Bay | TD Garden 17 565 spectateurs |

| Feuille de match | Feuille de match                                                      | Feuille de match            | Feuille de match | Feuille de match                                                   |
| ---------------- | --------------------------------------------------------------------- | --------------------------- | --- | ------------------------------------------------------------------ |
|                  | Seguin (Ryder, Peverley) — 15 min 59 s Boychuk (Seguin) — 58 min 59 s | 0-1 0-2 0-3 1-3 1-4 1-5 2-5 | S.Bergenheim (Moore, Hedman) — 11 min 15 s Clark — 11 min 34 s Purcell — 12 min 40 s Bergeron (Clark, St-Louis) — 53 min 37 s (SN) Gagné (Purcell) — 57 min 29 s (CV) | Arbitrage : Brad Watson, Dan O'Rourke Steve Miller, Pierre Racicot |
| Thomas           | Gardiens                                                              | Roloson                     | | Arbitrage : Brad Watson, Dan O'Rourke Steve Miller, Pierre Racicot |
| 30 min           | Pénalités                                                             | 8 min                       | | Arbitrage : Brad Watson, Dan O'Rourke Steve Miller, Pierre Racicot |
| 33               | Tirs                                                                  | 34                          | | Arbitrage : Brad Watson, Dan O'Rourke Steve Miller, Pierre Racicot |

| 17 mai 2011 | Boston | 6-5 (1-2, 5-1, 0-2) | Tampa Bay | TD Garden 17 565 spectateurs |

| Feuille de match | Feuille de match | Feuille de match                            | Feuille de match | Feuille de match                                                     |
| ---------------- | --- | ------------------------------------------- | --- | -------------------------------------------------------------------- |
|                  | Horton (Seidenberg, Kaberle) — 13 min 58 s (SN) Seguin (Ryder) — 20 min 48 s Krejčí (Seidenberg, Horton) — 22 min 24 s Seguin (Horton, McQuaid) — 26 min 30 s Ryder (Seguin, Kaberle) — 36 min 16 s (SN) Ryder (Kelly, Seguin) — 39 min 41 s | 0-1 1-1 1-2 2-2 3-2 4-2 4-3 5-3 6-3 6-4 6-5 | Hall (Lecavalier, Thompson) — 13 s St-Louis (Stamkos, Lecavalier) — 19 min 53 s Lecavalier (St-Louis, Stamkos) — 27 min 48 s (SN) Stamkos (Hedman, Hall) — 43 min 47 s Moore (Lecavalier, Bergenheim) — 53 min 15 s | Arbitrage : Eric Furlatt, Kelly Sutherland Jean Morin, Brad Kovachik |
| Thomas           | Gardiens | Roloson (40 min) Smith (18 min 49 s)        | | Arbitrage : Eric Furlatt, Kelly Sutherland Jean Morin, Brad Kovachik |
| 12 min           | Pénalités | 16 min                                      | | Arbitrage : Eric Furlatt, Kelly Sutherland Jean Morin, Brad Kovachik |
| 35               | Tirs | 41                                          | | Arbitrage : Eric Furlatt, Kelly Sutherland Jean Morin, Brad Kovachik |

| 19 mai 2011 | Tampa Bay | 0-2 (0-1, 0-0, 0-1) | Boston | St. Pete Times Forum 21 027 spectateurs |

| Feuille de match | Feuille de match | Feuille de match | Feuille de match                                                         | Feuille de match                                                     |
| ---------------- | ---------------- | ---------------- | ------------------------------------------------------------------------ | -------------------------------------------------------------------- |
|                  |                  | 0-1 0-2          | Krejčí (Lucic, Boychuk) — 1 min 9 s Ference (Ryder -Kelly) — 48 min 12 s | Arbitrage : Stephen Walkom, Steve Kozari Greg Devorski, Jay Sharrers |
| Roloson          | Gardiens         | Thomas           |                                                                          | Arbitrage : Stephen Walkom, Steve Kozari Greg Devorski, Jay Sharrers |
| 8 min            | Pénalités        | 8 min            |                                                                          | Arbitrage : Stephen Walkom, Steve Kozari Greg Devorski, Jay Sharrers |
| 31               | Tirs             | 25               |                                                                          | Arbitrage : Stephen Walkom, Steve Kozari Greg Devorski, Jay Sharrers |

| 21 mai 2011 | Tampa Bay | 5-3 (0-3, 3-0, 2-0) | Boston | St. Pete Times Forum 21 216 spectateurs |

| Feuille de match                         | Feuille de match | Feuille de match                | Feuille de match                                                                        | Feuille de match                                               |
| ---------------------------------------- | --- | ------------------------------- | --------------------------------------------------------------------------------------- | -------------------------------------------------------------- |
|                                          | Purcell (Gagné) — 26 min 55 s Purcell (Öhlund, Lecavalier) — 27 min 58 s Bergenheim (Moore) — 30 min 53 s Gagné (Malone) — 46 min 54 s St-Louis (Gagné, Hedman) — 59 min 23 s (CV) | 0-1 0-2 0-3 1-3 2-3 3-3 4-3 5-3 | Bergeron — 11 min 47 s Ryder (Kelly, Kaberle) — 16 min 34 s Bergeron — 17 min 58 s (IN) | Arbitrage : Dan O'Halloran, Tim Peel Shane Heyer, Jonny Murray |
| Roloson (17 min 58 s) Smith (42 min 2 s) | Gardiens | Thomas                          |                                                                                         | Arbitrage : Dan O'Halloran, Tim Peel Shane Heyer, Jonny Murray |
| 21 min                                   | Pénalités | 11 min                          |                                                                                         | Arbitrage : Dan O'Halloran, Tim Peel Shane Heyer, Jonny Murray |
| 37                                       | Tirs | 30                              |                                                                                         | Arbitrage : Dan O'Halloran, Tim Peel Shane Heyer, Jonny Murray |

| 23 mai 2011 | Boston | 3-1 (0-1, 2-0, 1-0) | Tampa Bay | TD Garden 17 565 spectateurs |

| Feuille de match | Feuille de match                                                                                                  | Feuille de match | Feuille de match            | Feuille de match                                                   |
| ---------------- | --- | ---------------- | --------------------------- | ------------------------------------------------------------------ |
|                  | Horton (Lucic, Krejčí) — 24 min 24 s Marchand (Bergeron, Chára) — 35 min 35 s Peverley (Kelly) — 59 min 47 s (CV) | 0-1 1-1 2-1 3-1  | Gagné (Stamkos) — 1 min 9 s | Arbitrage : Brad Watson, Dan O'Rourke Steve Miller, Pierre Racicot |
| Thomas           | Gardiens | Smith            |                             | Arbitrage : Brad Watson, Dan O'Rourke Steve Miller, Pierre Racicot |
| 10 min           | Pénalités | 10 min           |                             | Arbitrage : Brad Watson, Dan O'Rourke Steve Miller, Pierre Racicot |
| 20               | Tirs | 34               |                             | Arbitrage : Brad Watson, Dan O'Rourke Steve Miller, Pierre Racicot |

| 25 mai 2011 | Tampa Bay | 5-4 (1-2, 2-0, 2-2) | Boston | St. Pete Times Forum 21 426 spectateurs |

| Feuille de match | Feuille de match | Feuille de match                    | Feuille de match | Feuille de match                                                     |
| ---------------- | --- | ----------------------------------- | --- | -------------------------------------------------------------------- |
|                  | Purcell (Lecavalier) — 36 s St-Louis (Lecavalier, Stamkos) — 27 min 55 s (SN) Purcell (Downie, Clark) — 33 min 35 s (SN) Stamkos (Brewer, St-Louis) — 40 min 34 s (SN) St-Louis (Downie, Stamkos) — 50 min 15 s | 1-0 1-1 1-2 2-2 3-2 4-2 4-3 4-4 5-4 | Lucic (Horton, Boychuk) — 7 min 9 s Krejčí (Paille) — 16 min 30 s Krejčí (Horton, Kaberle) — 49 min 46 s (SN) Krejčí (Lucic, Kaberle) — 53 min 28 s | Arbitrage : Eric Furlatt, Kelly Sutherland Brad Kovachik, Jean Morin |
| Roloson          | Gardiens | Thomas                              | | Arbitrage : Eric Furlatt, Kelly Sutherland Brad Kovachik, Jean Morin |
| 10 min           | Pénalités | 10 min                              | | Arbitrage : Eric Furlatt, Kelly Sutherland Brad Kovachik, Jean Morin |
| 26               | Tirs | 20                                  | | Arbitrage : Eric Furlatt, Kelly Sutherland Brad Kovachik, Jean Morin |

| 27 mai 2011 | Boston | 1-0 (0-0, 0-0, 1-0) | Tampa Bay | TD Garden 17 565 spectateurs |

| Feuille de match | Feuille de match                       | Feuille de match | Feuille de match | Feuille de match                                                        |
| ---------------- | -------------------------------------- | ---------------- | ---------------- | ----------------------------------------------------------------------- |
|                  | Horton (Krejčí, Ference) — 52 min 27 s | 1-0              |                  | Arbitrage : Dan O'Halloran, Stephen Walkom Steve Miller, Pierre Racicot |
| Thomas           | Gardiens                               | Roloson          |                  | Arbitrage : Dan O'Halloran, Stephen Walkom Steve Miller, Pierre Racicot |
| 0 min            | Pénalités                              | 0 min            |                  | Arbitrage : Dan O'Halloran, Stephen Walkom Steve Miller, Pierre Racicot |
| 38               | Tirs                                   | 24               |                  | Arbitrage : Dan O'Halloran, Stephen Walkom Steve Miller, Pierre Racicot |

### Vancouver contre San José
| 15 mai 2011 | Vancouver | 3-2 (0-1, 1-1, 2-0) | San José | Rogers Arena 18 860 spectateurs |

| Feuille de match | Feuille de match | Feuille de match    | Feuille de match                                                    | Feuille de match                                                     |
| ---------------- | --- | ------------------- | ------------------------------------------------------------------- | -------------------------------------------------------------------- |
|                  | Lapierre (Hansen, Torres) — 21 min 49 s Bieksa (Burrows, H. Sedin) — 47 min 2 s H. Sedin (Ehrhoff, Kesler) — 48 min 21 s (SN) | 0-1 1-1 1-2 2-2 3-2 | Thornton — 18 min 47 s Marleau (Boyle, Thornton) — 28 min 44 s (SN) | Arbitrage : Stephen Walkom, Steve Kozari Jay Sharrers, Greg Devorski |
| Luongo           | Gardiens | Niemi               |                                                                     | Arbitrage : Stephen Walkom, Steve Kozari Jay Sharrers, Greg Devorski |
| 4 min            | Pénalités | 10 min              |                                                                     | Arbitrage : Stephen Walkom, Steve Kozari Jay Sharrers, Greg Devorski |
| 38               | Tirs | 29                  |                                                                     | Arbitrage : Stephen Walkom, Steve Kozari Jay Sharrers, Greg Devorski |

| 18 mai 2011 | Vancouver | 7-3 (2-2, 1-0, 4-1) | San José | Rogers Arena 18 860 spectateurs |

| Feuille de match | Feuille de match | Feuille de match                        | Feuille de match | Feuille de match                                               |
| ---------------- | --- | --------------------------------------- | --- | -------------------------------------------------------------- |
|                  | D. Sedin (H. Sedin, Hamhuis) — 9 min 39 s (SN) Torres (Ehrhoff, Hansen) — 10 min 18 s Bieksa (Higgins, Hamhuis) — 32 min 5 s Higgins (Raymond, Bieksa) — 47 min 56 s (SN) D. Sedin (H. Sedin, Edler) — 51 min 41 s (SN) (Rome, Burrows, H. Sedin) — 54 min 30 s Raymond (Higgins, Hamhuis) — 56 min 42 s | 0-1 1-1 2-1 2-2 3-2 4-2 5-2 6-2 7-2 7-3 | Couture (Heatley, White) — 2 min 28 s (SN) Marleau (Thornton, Boyle) — 13 min 3 s (SN) Eager (Pavelski, Vlasic) — 57 min 27 s | Arbitrage : Dan O'Halloran, Tim Peel Shane Heyer, Jonny Murray |
| Luongo           | Gardiens | Niemi                                   | | Arbitrage : Dan O'Halloran, Tim Peel Shane Heyer, Jonny Murray |
| 41 min           | Pénalités | 53 min                                  | | Arbitrage : Dan O'Halloran, Tim Peel Shane Heyer, Jonny Murray |
| 38               | Tirs | 31                                      | | Arbitrage : Dan O'Halloran, Tim Peel Shane Heyer, Jonny Murray |

| 20 mai 2011 | San José | 4-3 (3-0, 0-0, 1-3) | Vancouver | HP Pavilion 17 562 spectateurs |

| Feuille de match | Feuille de match | Feuille de match            | Feuille de match                                                                                      | Feuille de match                                                   |
| ---------------- | --- | --------------------------- | --- | ------------------------------------------------------------------ |
|                  | Marleau (Thornton, Setoguchi) — 3 min 56 s (SN) Clowe (Boyle, White) — 8 min 22 s (SN) Marleau (Thornton) — 17 min 25 s Boyle (Marleau, Thornton) — 46 min 46 s (SN) | 1-0 2-0 3-0 3-1 4-1 4-2 4-3 | Burrows — 41 min 9 s Hamhuis (H. Sedin) — 53 min 39 s (SN) Bieksa (Raymond, Hansen) — 56 min 4 s (SN) | Arbitrage : Brad Watson, Dan O'Rourke Steve Miller, Pierre Racicot |
| Niemi            | Gardiens | Luongo                      | | Arbitrage : Brad Watson, Dan O'Rourke Steve Miller, Pierre Racicot |
| 23 min           | Pénalités | 32 min                      | | Arbitrage : Brad Watson, Dan O'Rourke Steve Miller, Pierre Racicot |
| 38               | Tirs | 30                          | | Arbitrage : Brad Watson, Dan O'Rourke Steve Miller, Pierre Racicot |

| 22 mai 2011 | San José | 2-4 (0-0, 0-3, 2-1) | Vancouver | HP Pavilion 17 562 spectateurs |

| Feuille de match | Feuille de match | Feuille de match        | Feuille de match                                                                   | Feuille de match                                                     |
| ---------------- | --- | ----------------------- | ---------------------------------------------------------------------------------- | -------------------------------------------------------------------- |
|                  | Kesler (Salo, H. Sedin) — 29 min 16 s (SN) Salo (H. Sedin, D. Sedin) — 30 min 55 s (SN) Salo (H. Sedin, D. Sedin) — 51 min 11 s (SN) Burrows (H. Sedin, D. Sedin) — 45 min 43 s | 0-1 0-2 0-3 0-4 1-4 2-4 | Desjardins (Huskins, McGinn) — 47 min 2 s ) Clowe (Couture, Marleau) — 55 min 55 s | Arbitrage : Kelly Sutherland, Eric Furlatt Jean Morin, Brad Kovachik |
| Niemi            | Gardiens | Luongo                  |                                                                                    | Arbitrage : Kelly Sutherland, Eric Furlatt Jean Morin, Brad Kovachik |
| 12 min           | Pénalités | 10 min                  |                                                                                    | Arbitrage : Kelly Sutherland, Eric Furlatt Jean Morin, Brad Kovachik |
| 35               | Tirs | 13                      |                                                                                    | Arbitrage : Kelly Sutherland, Eric Furlatt Jean Morin, Brad Kovachik |

| 24 mai 2011 | Vancouver | 3-2 (2 pr) (1-0, 0-1, 1-1, 0-0, 1-0) | San José | Rogers Arena 18 860 spectateurs |

| Feuille de match | Feuille de match | Feuille de match    | Feuille de match                                                                         | Feuille de match                                                     |
| ---------------- | --- | ------------------- | ---------------------------------------------------------------------------------------- | -------------------------------------------------------------------- |
|                  | Burrows (H. Sedin, D. Sedin) — 8 min 2 s Kesler (H. Sedin, Edler) — 59 min 46 s Bieksa (Edler, Burrows) — 90 min 18 s | 1-0 1-1 1-2 2-2 3-2 | Marleau (Boyle, Pavelski) — 29 min 57 s (SN) Setoguchi (Pavelski, Huskins) — 40 min 24 s | Arbitrage : Stephen Walkom, Steve Kozari Jay Sharrers, Greg Devorski |
| Luongo           | Gardiens | Niemi               |                                                                                          | Arbitrage : Stephen Walkom, Steve Kozari Jay Sharrers, Greg Devorski |
| 8 min            | Pénalités | 2 min               |                                                                                          | Arbitrage : Stephen Walkom, Steve Kozari Jay Sharrers, Greg Devorski |
| 34               | Tirs | 56                  |                                                                                          | Arbitrage : Stephen Walkom, Steve Kozari Jay Sharrers, Greg Devorski |

## Finale de la Coupe Stanley

Logo de la finale de la Coupe Stanley 2011.

La finale de la Coupe Stanley 2011 oppose les Bruins de Boston, troisièmes de l'association de l'Est aux champions de la saison régulière : les Canucks de Vancouver. Ces derniers remportent la première rencontre 1-0 par un but de Raffi Torres alors qu'il ne reste que 18,5 secondes au troisième tiers. Vancouver remporte un autre match 3-2 avec un but vainqueur en prolongation par Alexandre Burrows alors que onze secondes seulement se sont écoulées.
Alors que les deux victoires des Canucks ne sont remportées qu'avec un but d'écart, celles de Boston sont beaucoup plus tranchées puisque les Bruins marquent douze buts et n'en accordent qu'un seul avec des victoires 8-1 et 4-0. Les Bruins perdent à nouveau à Vancouver 1-0 lors de la cinquième rencontre par un but vainqueur de Maxim Lapierre mais se reprennent pour emporter le sixième match 5-2.
Le septième et dernier match de la finale a lieu chez les Canucks. Tim Thomas réalise son deuxième blanchissage de la finale alors que Patrice Bergeron et Brad Marchand inscrivent chacun un doublé et, après 39 années de disette, ils remportent la sixième Coupe Stanley de l'histoire des Bruins. Thomas est élu meilleur joueur des séries éliminatoires et remporte le trophée Conn-Smythe.
| 1er juin | Vancouver | 1-0 (0-0, 0-0, 1-0) | Boston | Rogers Arena 18 860 spectateurs |

| Feuille de match | Feuille de match                      | Feuille de match | Feuille de match | Feuille de match                                                      |
| ---------------- | ------------------------------------- | ---------------- | ---------------- | --------------------------------------------------------------------- |
|                  | Torres (Hansen, Kesler) — 59 min 41 s | 1-0              |                  | Arbitrage : Stephen Walkom, Dan O'Rourke Pierre Racicot, Steve Miller |
| Luongo           | Gardiens                              | Thomas           |                  | Arbitrage : Stephen Walkom, Dan O'Rourke Pierre Racicot, Steve Miller |
| 14 min           | Pénalités                             | 14 min           |                  | Arbitrage : Stephen Walkom, Dan O'Rourke Pierre Racicot, Steve Miller |
| 34               | Tirs                                  | 36               |                  | Arbitrage : Stephen Walkom, Dan O'Rourke Pierre Racicot, Steve Miller |

| 4 juin | Vancouver | 3-2 (pr) (1-0, 0-2, 1-0, 1-0) | Boston | Rogers Arena 18 860 spectateurs |

| Feuille de match | Feuille de match | Feuille de match    | Feuille de match                                                             | Feuille de match                                                      |
| ---------------- | --- | ------------------- | ---------------------------------------------------------------------------- | --------------------------------------------------------------------- |
|                  | Burrows (Higgins, Salo) — 12 min 12 s (SN) D. Sedin (Burrows, Edler) — 49 min 37 s Burrows (D. Sedin, Edler) — 60 min 11 s | 1-0 1-1 1-2 2-2 3-2 | Lucic (Boychuk, Krejčí) — 29 min Recchi (Chára, Bergeron) — 31 min 35 s (SN) | Arbitrage : Dan O'Halloran, Kelly Sutherland Jay Sharrers, Jean Morin |
| Luongo           | Gardiens | Thomas              |                                                                              | Arbitrage : Dan O'Halloran, Kelly Sutherland Jay Sharrers, Jean Morin |
| 6 min            | Pénalités | 4 min               |                                                                              | Arbitrage : Dan O'Halloran, Kelly Sutherland Jay Sharrers, Jean Morin |
| 33               | Tirs | 30                  |                                                                              | Arbitrage : Dan O'Halloran, Kelly Sutherland Jay Sharrers, Jean Morin |

| 6 juin | Boston | 8-1 (0-0, 4-0, 4-1) | Vancouver | TD Garden 17 565 spectateurs |

| Feuille de match | Feuille de match | Feuille de match                    | Feuille de match                        | Feuille de match                                                      |
| ---------------- | --- | ----------------------------------- | --------------------------------------- | --------------------------------------------------------------------- |
|                  | Ference (Peverley, Krejčí) — 20 min 11 s Recchi (Ryder, Ference) — 24 min 22 s (SN) Marchand — 31 min 30 s (IN) Krejčí (Ryder, Chára) — 35 min 47 s Paille (Boychuk) — 51 min 38 s (IN) Recchi (Marchand, Bergeron) — 57 min 39 s Kelly (Paille, Chára) — 58 min 6 s Ryder (Kaberle) — 59 min 29 s (SN) | 1-0 2-0 3-0 4-0 5-0 5-1 6-1 7-1 8-1 | Hansen (Torres, Lapierre) — 53 min 53 s | Arbitrage : Stephen Walkom, Dan O'Rourke Pierre Racicot, Steve Miller |
| Thomas           | Gardiens | Luongo                              |                                         | Arbitrage : Stephen Walkom, Dan O'Rourke Pierre Racicot, Steve Miller |
| 75 min           | Pénalités | 70 min                              |                                         | Arbitrage : Stephen Walkom, Dan O'Rourke Pierre Racicot, Steve Miller |
| 38               | Tirs | 41                                  |                                         | Arbitrage : Stephen Walkom, Dan O'Rourke Pierre Racicot, Steve Miller |

| 8 juin | Boston | 4-0 (1-0, 2-0, 1-0) | Vancouver | TD Garden 17 565 spectateurs |

| Feuille de match | Feuille de match | Feuille de match                                | Feuille de match | Feuille de match                                                      |
| ---------------- | --- | ----------------------------------------------- | ---------------- | --------------------------------------------------------------------- |
|                  | Peverley (Krejčí, Chara) — 11 min 59 s Ryder (Seguin, Kelly) — 31 min 11 s Marchand (Bergeron) — 33 min 29 s Peverley (Lucic, Krejčí) — 43 min 39 s | 1-0 2-0 3-0 4-0                                 |                  | Arbitrage : Dan O'Halloran, Kelly Sutherland Jay Sharrers, Jean Morin |
| Thomas           | Gardiens | Luongo (43 min 17 s) C. Schneider (15 min 45 s) |                  | Arbitrage : Dan O'Halloran, Kelly Sutherland Jay Sharrers, Jean Morin |
| 40 min           | Pénalités | 26 min                                          |                  | Arbitrage : Dan O'Halloran, Kelly Sutherland Jay Sharrers, Jean Morin |
| 29               | Tirs | 38                                              |                  | Arbitrage : Dan O'Halloran, Kelly Sutherland Jay Sharrers, Jean Morin |

| 10 juin | Vancouver | 1-0 (0-0, 0-0, 1-0) | Boston | Rogers Arena 18 860 spectateurs |

| Feuille de match | Feuille de match                        | Feuille de match | Feuille de match | Feuille de match                                                      |
| ---------------- | --------------------------------------- | ---------------- | ---------------- | --------------------------------------------------------------------- |
|                  | Lapierre (Bieska, Torres) — 44 min 35 s | 1-0              |                  | Arbitrage : Stephen Walkom, Dan O'Rourke Pierre Racicot, Steve Miller |
| Luongo           | Gardiens                                | Thomas           |                  | Arbitrage : Stephen Walkom, Dan O'Rourke Pierre Racicot, Steve Miller |
| 10 min           | Pénalités                               | 8 min            |                  | Arbitrage : Stephen Walkom, Dan O'Rourke Pierre Racicot, Steve Miller |
| 25               | Tirs                                    | 31               |                  | Arbitrage : Stephen Walkom, Dan O'Rourke Pierre Racicot, Steve Miller |

| 13 juin | Boston | 5-2 (4-0, 0-0, 1-2) | Vancouver | TD Garden 17 565 spectateurs |

| Feuille de match | Feuille de match | Feuille de match                               | Feuille de match                                                                          | Feuille de match                                                      |
| ---------------- | --- | ---------------------------------------------- | ----------------------------------------------------------------------------------------- | --------------------------------------------------------------------- |
|                  | Marchand (Recchi, Seidenberg) — 5 min 31 s Lucic (Peverley, Boychuk) — 6 min 6 s Ference (Ryder, Recchi) — 8 min 35 s (SN) Ryder (Kaberle) — 9 min 45 s Krejčí (Recchi, Kaberle) — 46 min 59 s (SN) | 1-0 2-0 3-0 4-0 4-1 5-1 5-2                    | H. Sedin (D. Sedin, Ehrhoff) — 40 min 22 s (SN) Lapierre (D. Sedin, Hansen) — 57 min 34 s | Arbitrage : Dan O'Halloran, Kelly Sutherland Jay Sharrers, Jean Morin |
| Thomas           | Gardiens | Luongo (8 min 35 s) C. Schneider (49 min 54 s) |                                                                                           | Arbitrage : Dan O'Halloran, Kelly Sutherland Jay Sharrers, Jean Morin |
| 36 min           | Pénalités | 34 min                                         |                                                                                           | Arbitrage : Dan O'Halloran, Kelly Sutherland Jay Sharrers, Jean Morin |
| 40               | Tirs | 38                                             |                                                                                           | Arbitrage : Dan O'Halloran, Kelly Sutherland Jay Sharrers, Jean Morin |

| 15 juin | Vancouver | 0-4 (0-1, 0-2, 0-1) | Boston | Rogers Arena 18 860 spectateurs |

| Feuille de match | Feuille de match | Feuille de match | Feuille de match | Feuille de match                                                    |
| ---------------- | ---------------- | ---------------- | --- | ------------------------------------------------------------------- |
|                  |                  | 0-1 0-2 0-3 0-4  | Bergeron (Marchand) — 4 min 37 s Marchand (Seidenberg, Recchi) — 32 min 13 s Bergeron (Seidenberg, Campbell) — 37 min 35 s (IN) Marchand — 57 min 16 s (CV) | Arbitrage : Dan O'Halloran, Stephen Walkom Jay Sharrers, Jean Morin |
| Thomas           | Gardiens         | Luongo           | | Arbitrage : Dan O'Halloran, Stephen Walkom Jay Sharrers, Jean Morin |
| 2 min            | Pénalités        | 4 min            | | Arbitrage : Dan O'Halloran, Stephen Walkom Jay Sharrers, Jean Morin |
| 37               | Tirs             | 21               | | Arbitrage : Dan O'Halloran, Stephen Walkom Jay Sharrers, Jean Morin |

## Effectif champion
La liste ci-dessous présente l'ensemble des personnalités ayant le droit de faire partie de l'effectif officiel champion de la Coupe Stanley. Pour être listés parmi les vainqueurs de la coupe et avoir leur nom gravé sur celle-ci, les joueurs doivent avoir participé, avec l'équipe gagnante, au minimum à 41 des rencontres de la saison régulière ou une rencontre de la finale des séries éliminatoires. En plus des joueurs, des membres de la franchise ont également leur nom sur la Coupe. Au total, 52 membres des Bruins ont leur nom gravé sur la Coupe Stanley.
- Gardiens de buts : Tim Thomas et Tuukka Rask
- Défenseurs : Tomáš Kaberle, Andrew Ference, Zdeno Chára (C), Dennis Seidenberg, Adam McQuaid, Johnny Boychuk
- Ailiers : Milan Lucic, Nathan Horton, Daniel Paille, Shawn Thornton, Mark Recchi (A), Brad Marchand, Michael Ryder
- Centres : Gregory Campbell, Tyler Seguin, Chris Kelly, Patrice Bergeron (A), David Krejčí, Rich Peverley, Marc Savard
- Membres de l'organisation : Jeremy Jacobs, Margaret Jacobs, Charles Jacobs, Jerry Jacobs Jr., Louis Jacobs, Cam Neely, Peter Chiarelli, Jim Benning, Don Sweeney, Claude Julien, Doug Jarvis, Geoff Ward, Doug Houda, Bob Essensa, Harry Sinden, Johnny Bucyk, Scott Bradley, Wayne Smith, John Weisbrod, Adam Creighton, Tom McVie, David Hamilton-Powers, Matt Chmura, Don DelNegro, John Whitesides, Derek Repucci, Keith Robinson,, Jim « Beats » Johnson, Scott Waugh

## Trophées
- Conn Smythe : Timothy Thomas (Bruins de Boston)
- Coupe Stanley : Bruins de Boston

## Classement des pointeurs des séries
| Joueur             | Équipe                 | PJ | B  | A  | Pts | +/- |
| ------------------ | ---------------------- | -- | -- | -- | --- | --- |
| David Krejčí       | Bruins de Boston       | 25 | 12 | 11 | 23  | +8  |
| Henrik Sedin       | Canucks de Vancouver   | 25 | 3  | 19 | 22  | -11 |
| Martin Saint-Louis | Lightning de Tampa Bay | 18 | 10 | 10 | 20  | -8  |
| Daniel Sedin       | Canucks de Vancouver   | 25 | 9  | 11 | 20  | -9  |
| Patrice Bergeron   | Bruins de Boston       | 23 | 6  | 14 | 20  | +15 |
| Brad Marchand      | Bruins de Boston       | 25 | 11 | 8  | 19  | +12 |
| Ryan Kesler        | Canucks de Vancouver   | 25 | 7  | 12 | 19  | 0   |
| Vincent Lecavalier | Lightning de Tampa Bay | 18 | 6  | 13 | 19  | +6  |
| Alexandre Burrows  | Canucks de Vancouver   | 25 | 9  | 8  | 17  | 0   |
| Nathan Horton      | Bruins de Boston       | 21 | 8  | 9  | 17  | +11 |
| Michael Ryder      | Bruins de Boston       | 25 | 8  | 9  | 17  | +8  |

### Feuilles de match

#### Quarts de finale d'associations
1. ↑  (en) « New York Rangers at Washington Capitals Game Boxscore - 04/13/2011 », sur www.nhl.com (consulté le 11 mars 2013)
2. ↑  (en) « New York Rangers at Washington Capitals Game Boxscore - 04/15/2011 », sur www.nhl.com (consulté le 11 mars 2013)
3. ↑  (en) « Washington Capitals at New York Rangers Game Boxscore - 04/17/2011 », sur www.nhl.com (consulté le 11 mars 2013)
4. ↑  (en) « Washington Capitals at New York Rangers Game Boxscore - 04/20/2011 », sur www.nhl.com (consulté le 11 mars 2013)
5. ↑  (en) « New York Rangers at Washington Capitals Game Boxscore - 04/23/2011 », sur www.nhl.com (consulté le 11 mars 2013)
6. ↑  (en) « Buffalo Sabres at Philadelphia Flyers Game Boxscore - 04/14/2011 », sur www.nhl.com (consulté le 12 mars 2013)
7. ↑  (en) « Buffalo Sabres at Philadelphia Flyers Game Boxscore - 04/16/2011 », sur www.nhl.com (consulté le 12 mars 2013)
8. ↑  (en) « Philadelphia Flyers at Buffalo Sabres Game Boxscore - 04/18/2011 », sur www.nhl.com (consulté le 12 mars 2013)
9. ↑  (en) « Philadelphia Flyers at Buffalo Sabres Game Boxscore - 04/20/2011 », sur www.nhl.com (consulté le 12 mars 2013)
10. ↑  (en) « Buffalo Sabres at Philadelphia Flyers Game Boxscore - 04/22/2011 », sur www.nhl.com (consulté le 12 mars 2013)
11. ↑  (en) « Philadelphia Flyers at Buffalo Sabres Game Boxscore - 04/24/2011 », sur www.nhl.com (consulté le 12 mars 2013)
12. ↑  (en) « Buffalo Sabres at Philadelphia Flyers Game Boxscore - 04/26/2011 », sur www.nhl.com (consulté le 12 mars 2013)
13. ↑  (en) « Montréal Canadiens at Boston Bruins Game Boxscore - 04/14/2011 », sur www.nhl.com (consulté le 12 mars 2013)
14. ↑  (en) « Montréal Canadiens at Boston Bruins Game Boxscore - 04/16/2011 », sur www.nhl.com (consulté le 12 mars 2013)
15. ↑  (en) « Boston Bruins at Montréal Canadiens Game Boxscore - 04/18/2011 », sur www.nhl.com (consulté le 12 mars 2013)
16. ↑  (en) « Boston Bruins at Montréal Canadiens Game Boxscore - 04/21/2011 », sur www.nhl.com (consulté le 12 mars 2013)
17. ↑  (en) « Montréal Canadiens at Boston Bruins Game Boxscore - 04/23/2011 », sur www.nhl.com (consulté le 12 mars 2013)
18. ↑  (en) « Boston Bruins at Montréal Canadiens Game Boxscore - 04/26/2011 », sur www.nhl.com (consulté le 12 mars 2013)
19. ↑  (en) « Montréal Canadiens at Boston Bruins Game Boxscore - 04/28/2011 », sur www.nhl.com (consulté le 12 mars 2013)
20. ↑  (en) « Tampa Bay Lightning at Pittsburgh Penguins Game Boxscore - 04/13/2011 », sur www.nhl.com (consulté le 12 mars 2013)
21. ↑  (en) « Tampa Bay Lightning at Pittsburgh Penguins Game Boxscore - 04/15/2011 », sur www.nhl.com (consulté le 12 mars 2013)
22. ↑  (en) « Pittsburgh Penguins at Tampa Bay Lightning Game Boxscore - 04/18/2011 », sur www.nhl.com (consulté le 12 mars 2013)
23. ↑  (en) « Pittsburgh Penguins at Tampa Bay Lightning Game Boxscore - 04/20/2011 », sur www.nhl.com (consulté le 12 mars 2013)
24. ↑  (en) « Tampa Bay Lightning at Pittsburgh Penguins Game Boxscore - 04/23/2011 », sur www.nhl.com (consulté le 12 mars 2013)
25. ↑  (en) « Pittsburgh Penguins at Tampa Bay Lightning Game Boxscore - 04/25/2011 », sur www.nhl.com (consulté le 12 mars 2013)
26. ↑  (en) « Tampa Bay Lightning at Pittsburgh Penguins Game Boxscore - 04/27/2011 », sur www.nhl.com (consulté le 12 mars 2013)
27. ↑  (en) « Chicago Blackhawks at Vancouver Canucks Game Boxscore - 04/13/2011 », sur www.nhl.com (consulté le 12 mars 2013)
28. ↑  (en) « Chicago Blackhawks at Vancouver Canucks Game Boxscore - 04/15/2011 », sur www.nhl.com (consulté le 12 mars 2013)
29. ↑  (en) « Vancouver Canucks at Chicago Blackhawks Game Boxscore - 04/17/2011 », sur www.nhl.com (consulté le 12 mars 2013)
30. ↑  (en) « Vancouver Canucks at Chicago Blackhawks Game Boxscore - 04/19/2011 », sur www.nhl.com (consulté le 12 mars 2013)
31. ↑  (en) « Chicago Blackhawks at Vancouver Canucks Game Boxscore - 04/21/2011 », sur www.nhl.com (consulté le 12 mars 2013)
32. ↑  (en) « Vancouver Canucks at Chicago Blackhawks Game Boxscore - 04/24/2011 », sur www.nhl.com (consulté le 12 mars 2013)
33. ↑  (en) « Chicago Blackhawks at Vancouver Canucks Game Boxscore - 04/26/2011 », sur www.nhl.com (consulté le 12 mars 2013)
34. ↑  (en) « Los Angeles Kings at San Jose Sharks Game Boxscore - 04/14/2011 », sur www.nhl.com (consulté le 12 mars 2013)
35. ↑  (en) « Los Angeles Kings at San Jose Sharks Game Boxscore - 04/16/2011 », sur www.nhl.com (consulté le 12 mars 2013)
36. ↑  (en) « San Jose Sharks at Los Angeles Kings Game Boxscore - 04/19/2011 », sur www.nhl.com (consulté le 12 mars 2013)
37. ↑  (en) « San Jose Sharks at Los Angeles Kings Game Boxscore - 04/21/2011 », sur www.nhl.com (consulté le 12 mars 2013)
38. ↑  (en) « Los Angeles Kings at San Jose Sharks Game Boxscore - 04/23/2011 », sur www.nhl.com (consulté le 12 mars 2013)
39. ↑  (en) « San Jose Sharks at Los Angeles Kings Game Boxscore - 04/25/2011 », sur www.nhl.com (consulté le 12 mars 2013)
40. ↑  (en) « Phoenix Coyotes at Detroit Red Wings Game Boxscore - 04/13/2011 », sur www.nhl.com (consulté le 12 mars 2013)
41. ↑  (en) « Phoenix Coyotes at Detroit Red Wings Game Boxscore - 04/16/2011 », sur www.nhl.com (consulté le 12 mars 2013)
42. ↑  (en) « Detroit Red Wings at Phoenix Coyotes Game Boxscore - 04/18/2011 », sur www.nhl.com (consulté le 12 mars 2013)
43. ↑  (en) « Detroit Red Wings at Phoenix Coyotes Game Boxscore - 04/20/2011 », sur www.nhl.com (consulté le 12 mars 2013)
44. ↑  (en) « Nashville Predators at Anaheim Ducks Game Boxscore - 04/13/2011 », sur www.nhl.com (consulté le 12 mars 2013)
45. ↑  (en) « Nashville Predators at Anaheim Ducks Game Boxscore - 04/15/2011 », sur www.nhl.com (consulté le 12 mars 2013)
46. ↑  (en) « Anaheim Ducks at Nashville Predators Game Boxscore - 04/17/2011 », sur www.nhl.com (consulté le 12 mars 2013)
47. ↑  (en) « Anaheim Ducks at Nashville Predators Game Boxscore - 04/20/2011 », sur www.nhl.com (consulté le 12 mars 2013)
48. ↑  (en) « Nashville Predators at Anaheim Ducks Game Boxscore - 04/22/2011 », sur www.nhl.com (consulté le 12 mars 2013)
49. ↑  (en) « Anaheim Ducks at Nashville Predators Game Boxscore - 04/24/2011 », sur www.nhl.com (consulté le 12 mars 2013)

#### Demi-finales d'associations
1. ↑  (en) « Tampa Bay Lightning at Washington Capitals Game Boxscore - 04/29/2011 », sur www.nhl.com (consulté le 12 mars 2013)
2. ↑  (en) « Tampa Bay Lightning at Washington Capitals Game Boxscore - 05/01/2011 », sur www.nhl.com (consulté le 12 mars 2013)
3. ↑  (en) « Washington Capitals at Tampa Bay Lightning Game Boxscore - 05/03/2011 », sur www.nhl.com (consulté le 12 mars 2013)
4. ↑  (en) « Washington Capitals at Tampa Bay Lightning Game Boxscore - 05/04/2011 », sur www.nhl.com (consulté le 12 mars 2013)
5. ↑  (en) « Boston Bruins at Philadelphia Flyers Game Boxscore », sur www.nhl.com (consulté le 12 mars 2013)
6. ↑  (en) « Boston Bruins at Philadelphia Flyers Game Boxscore », sur www.nhl.com (consulté le 12 mars 2013)
7. ↑  (en) « Philadelphia Flyers at Boston Bruins Game Boxscore », sur www.nhl.com (consulté le 12 mars 2013)
8. ↑  (en) « Philadelphia Flyers at Boston Bruins Game Boxscore », sur www.nhl.com (consulté le 12 mars 2013)
9. ↑  (en) « Nashville Predators at Vancouver Canucks Game Boxscore - 04/28/2011 », sur www.nhl.com (consulté le 12 mars 2013)
10. ↑  (en) « Nashville Predators at Vancouver Canucks Game Boxscore - 04/30/2011 », sur www.nhl.com (consulté le 12 mars 2013)
11. ↑  (en) « Vancouver Canucks at Nashville Predators Game Boxscore - 05/03/2011 », sur www.nhl.com (consulté le 12 mars 2013)
12. ↑  (en) « Vancouver Canucks at Nashville Predators Game Boxscore - 05/05/2011 », sur www.nhl.com (consulté le 12 mars 2013)
13. ↑  (en) « Vancouver Canucks at Nashville Predators Game Boxscore - 05/07/2011 », sur www.nhl.com (consulté le 12 mars 2013)
14. ↑  (en) « Vancouver Canucks at Nashville Predators Game Boxscore - 05/09/2011 », sur www.nhl.com (consulté le 12 mars 2013)
15. ↑  (en) « Detroit Red Wings at San Jose Sharks Game Boxscore », sur www.nhl.com (consulté le 12 mars 2013)
16. ↑  (en) « Detroit Red Wings at San Jose Sharks Game Boxscore », sur www.nhl.com (consulté le 12 mars 2013)
17. ↑  (en) « San Jose Sharks at Detroit Red Wings Game Boxscore », sur www.nhl.com (consulté le 12 mars 2013)
18. ↑  (en) « San Jose Sharks at Detroit Red Wings Game Boxscore », sur www.nhl.com (consulté le 12 mars 2013)
19. ↑  (en) « Detroit Red Wings at San Jose Sharks Game Boxscore », sur www.nhl.com (consulté le 12 mars 2013)
20. ↑  (en) « San Jose Sharks at Detroit Red Wings Game Boxscore », sur www.nhl.com (consulté le 12 mars 2013)
21. ↑  (en) « Detroit Red Wings at San Jose Sharks Game Boxscore », sur www.nhl.com (consulté le 12 mars 2013)

#### Finales d'associations
1. ↑  (en) « Tampa Bay Lightning at Boston Bruins Game Boxscore - 05/14/2011 », sur www.nhl.com (consulté le 12 mars 2013)
2. ↑  (en) « Tampa Bay Lightning at Boston Bruins Game Boxscore - 05/17/2011 », sur www.nhl.com (consulté le 12 mars 2013)
3. ↑  (en) « Boston Bruins at Tampa Bay Lightning Game Boxscore - 05/19/2011 », sur www.nhl.com (consulté le 12 mars 2013)
4. ↑  (en) « Boston Bruins at Tampa Bay Lightning Game Boxscore - 05/21/2011 », sur www.nhl.com (consulté le 12 mars 2013)
5. ↑  (en) « Tampa Bay Lightning at Boston Bruins Game Boxscore - 05/23/2011 », sur www.nhl.com (consulté le 12 mars 2013)
6. ↑  (en) « Boston Bruins at Tampa Bay Lightning Game Boxscore - 05/25/2011 », sur www.nhl.com (consulté le 12 mars 2013)
7. ↑  (en) « Tampa Bay Lightning at Boston Bruins Game Boxscore - 05/27/2011 », sur www.nhl.com (consulté le 12 mars 2013)
8. ↑  (en) « San Jose Sharks at Vancouver Canucks Game Boxscore - 05/15/2011 », sur www.nhl.com (consulté le 12 mars 2013)
9. ↑  (en) « San Jose Sharks at Vancouver Canucks Game Boxscore - 05/18/2011 », sur www.nhl.com (consulté le 12 mars 2013)
10. ↑  (en) « Vancouver Canucks at San Jose Sharks Game Boxscore - 05/20/2011 », sur www.nhl.com (consulté le 12 mars 2013)
11. ↑  (en) « Vancouver Canucks at San Jose Sharks Game Boxscore - 05/22/2011 », sur www.nhl.com (consulté le 12 mars 2013)
12. ↑  (en) « San Jose Sharks at Vancouver Canucks Game Boxscore - 05/24/2011 », sur www.nhl.com (consulté le 12 mars 2013)

#### Finale de la Coupe Stanley
1. ↑  (en) « Boston Bruins at Vancouver Canucks Game Boxscore - 06/01/2011 », sur www.nhl.com (consulté le 12 mars 2013)
2. ↑  (en) « Boston Bruins at Vancouver Canucks Game Boxscore - 06/04/2011 », sur www.nhl.com (consulté le 12 mars 2013)
3. ↑  (en) « Vancouver Canucks at Boston Bruins Game Boxscore - 06/06/2011 », sur www.nhl.com (consulté le 12 mars 2013)
4. ↑  (en) « Vancouver Canucks at Boston Bruins Game Boxscore - 06/08/2011 », sur www.nhl.com (consulté le 12 mars 2013)
5. ↑  (en) « Boston Bruins at Vancouver Canucks Game Boxscore - 06/10/2011 », sur www.nhl.com (consulté le 12 mars 2013)
6. ↑  (en) « Vancouver Canucks at Boston Bruins Game Boxscore - 06/13/2011 », sur www.nhl.com (consulté le 12 mars 2013)
7. ↑  (en) « Boston Bruins at Vancouver Canucks Game Boxscore - 06/15/2011 », sur www.nhl.com (consulté le 12 mars 2013)